# Équipe de Russie de football
Cet article traite de l'équipe masculine. Pour l'équipe féminine, voir Équipe de Russie féminine de football.
Pour la période 1917-1992, voir Équipe d'Union soviétique de football et Équipe de la CEI de football.
Pour la période 1910-1914, voir Équipe de l'Empire russe de football
Maillots
L'équipe de Russie de football (en russe : Сборная России по футболу) est la sélection de joueurs russes représentant le pays lors des compétitions internationales de football masculin, sous l'égide de la Fédération de Russie de football.
Cette sélection prend, en juillet 1992, la suite de l'équipe de la CEI, qui elle-même avait remplacé l'équipe d'Union soviétique en janvier 1992. Une équipe de Russie impériale avait brièvement existé, entre 1912 et le déclenchement de la Première Guerre mondiale en 1914. La sélection russe actuelle est en cela reconnue comme l'héritière directe de ces différentes sélections par la FIFA. Son palmarès inclut ainsi les titres remportés par l’Union soviétique, notamment le Championnat d'Europe en 1960 et les médailles d’or olympiques de 1956 et 1988.
La Russie post-soviétique fait ses débuts en compétition internationale dès sa première tentative, lors de la Coupe du monde 1994. Elle se qualifie ensuite pour les Coupes du monde de 2002 et 2014, mais elle est à chaque fois éliminée dès le premier tour. Le pays obtient par ailleurs l'organisation de la Coupe du monde de 2018 et de la Coupe des confédérations 2017. C’est d’ailleurs à domicile que la Sbornaïa va réaliser sa meilleure performance en Coupe du monde, arrivant en quart de finale et contre toute attente, en éliminant notamment l’Espagne, aux tirs au but. Sur le plan continental, la Russie se qualifie pour la phase finale du Championnat d'Europe en 1996, 2004, 2008, 2012, 2016 et 2020. En 2008, elle y réalise sa meilleure performance en n'étant battue qu'en demi-finale.
Le surnom de l'équipe est « Sbornaïa » (Cборная) que l'on traduit par « équipe nationale ».

## Histoire

### La genèse du football en Russie
Comme dans les autres pays du monde, le football est introduit en Russie à la fin du XIXe siècle par des marins et expatriés britanniques. Le « St. Petersburg Football Club », le premier club en Russie, est fondé en 1879 par ces derniers. Progressivement les Russes adoptent ce sport et des équipes se forment à Saint-Pétersbourg, Moscou ou encore Odessa. En 1911, une sélection de joueurs russes affronte à Saint-Pétersbourg l'équipe d'Angleterre amateur. Cette dernière l'emporte onze buts à zéro.

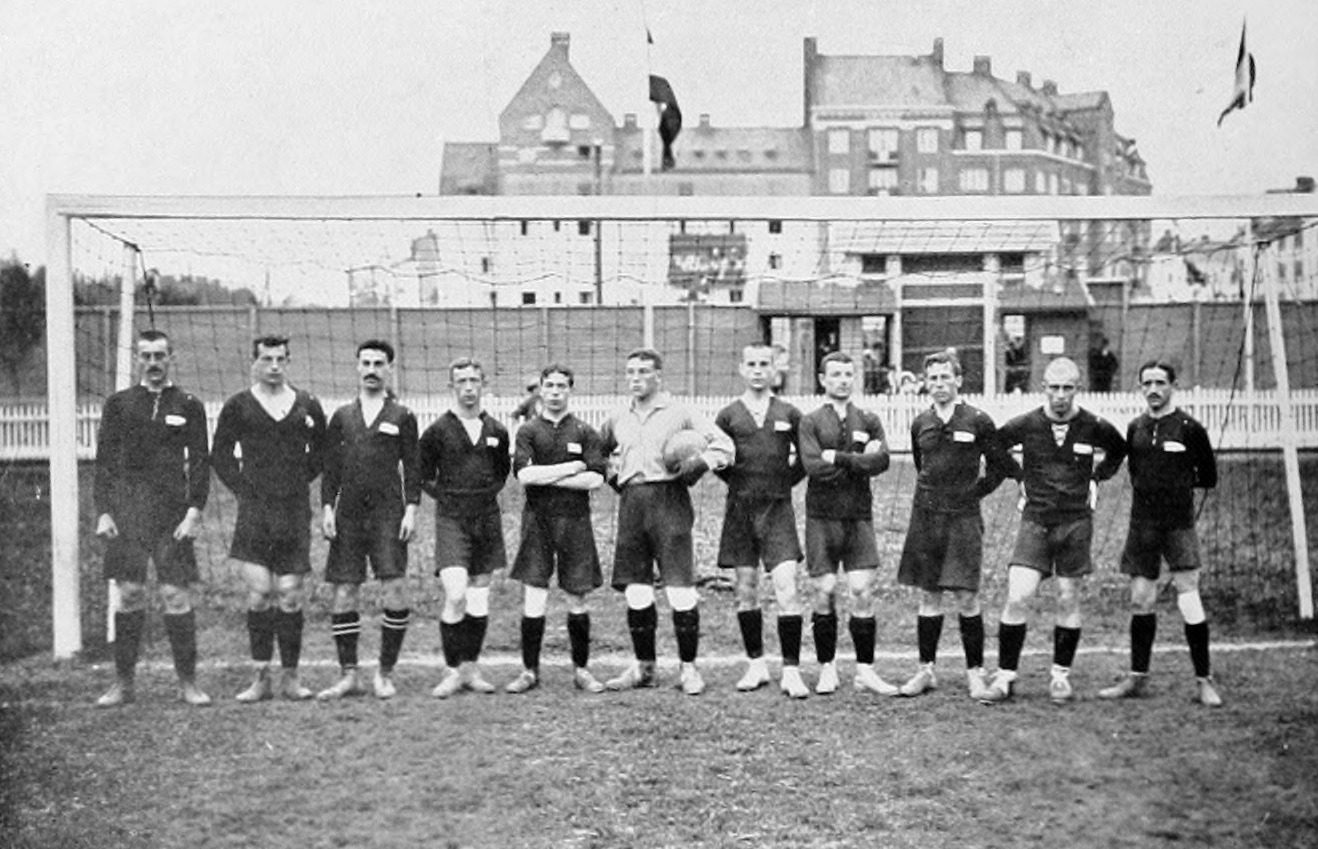
Sélection russe aux JO de 1912.

En janvier 1912, la Fédération de Russie de football (Всероссийский футбольный союз, à l'époque « Union de football de toutes les Russies ») est fondée par Arthur McFerson, Robert Fulda et Georges Duperron. Elle obtient la même année son affiliation à la Fédération internationale de football association (FIFA). L'été suivant, une équipe de football est intégrée à la délégation de la Russie impériale aux Jeux olympiques de Stockholm. Le 30 juin 1912, pour leur entrée en lice en quart de finale du tournoi de football, les Russes jouent leur premier match officiel. Ils s'inclinent face à la Finlande (1-2). Vasily Butusov est le premier buteur russe. Le lendemain, en tournoi de consolation, les Russes s'inclinent face à l'Allemagne, très lourdement (0-16) - cela reste la plus lourde défaite encaissée par une sélection russe.
La sélection poursuit les années suivantes son apprentissage. Elle s'incline quelques jours après le tournoi olympique face à la Norvège (1-2), puis face à la Hongrie à Moscou (0-9 puis 0-12). Les deux années suivantes, elle organise de nouveaux matchs amicaux et obtient son premier match nul, face à la Norvège en septembre 1913 (1-1). L'éclatement de la Première Guerre mondiale met une pause à ses activités.

### L’héritage soviétique

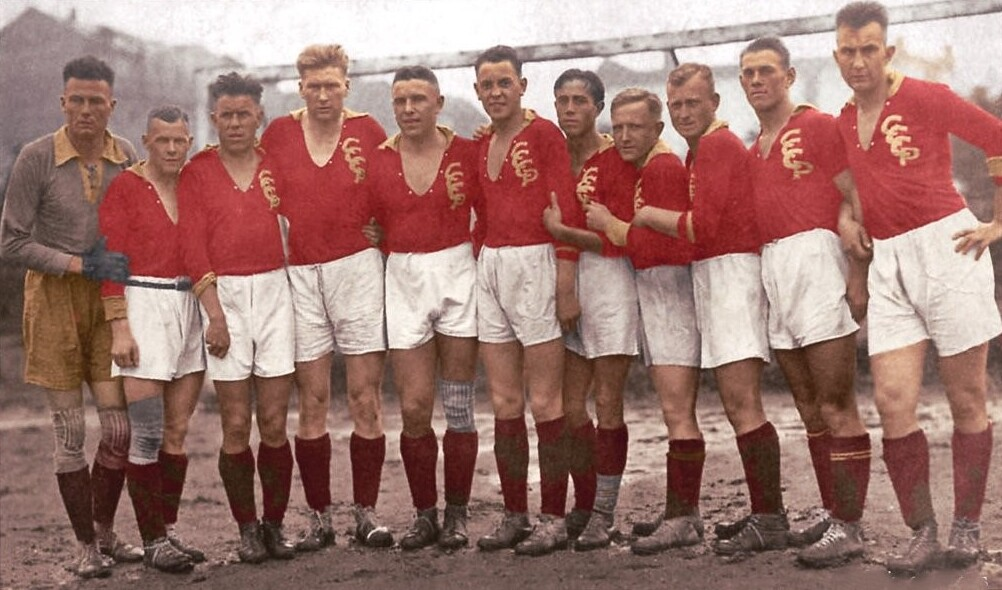
L'équipe soviétique en 1927.

En 1917, la révolution d'Octobre sonne la fin de la Russie impériale. L'Union soviétique est officiellement créée en 1922. Le football y reprend ses droits à partir de 1923 mais le pays n'obtient son affiliation à la FIFA qu'en 1946. En 1956, l'URSS remporte la médaille d’or aux Jeux olympiques de Melbourne, lançant une période de présence régulière dans les grandes compétitions internationales.
L’équipe dispute sa première Coupe du monde en 1958. Grâce à des joueurs emblématiques comme Lev Yachine, elle atteint les quarts de finale. Membre fondateur de l'UEFA en 1954, l’URSS remporte la première édition de la Coupe d’Europe en 1960. Elle atteint encore les finales de la Coupe d'Europe en 1964 et 1972. À la Coupe du monde, l'Union soviétique se distingue par sa régularité, atteignant au moins les quarts de finale entre 1958 et 1970, et les demi-finales en 1966.
Le refus politique de jouer un match qualificatif pour le Mondial 1974 contre le Chili en 1973 marque un tournant. L’URSS rate plusieurs grandes compétitions malgré la présence de joueurs talentueux comme Oleg Blokhine. Sous la direction de Valeri Lobanovski, l’équipe connaît un regain de forme. En 1988, elle atteint la finale de l’Euro, battue par les Pays-Bas. Les soviétiques remportent également la médaille d’or aux JO de Séoul la même année en battant le Brésil en finale. Le Mondial 1990 marque cependant une élimination prématurée au premier tour.
L’équipe se qualifie pour l’Euro 1992 mais, à la suite de l'effondrement de l’URSS, elle participe sous les couleurs de la Communauté des États indépendants (CEI), avant de disparaître définitivement. Les joueurs, majoritairement russes, rejoignent ensuite les équipes nationales issues des anciennes républiques soviétiques.

### Échecs en phases finales (1992-1996)
La nouvelle équipe de Russie apparait après l'Euro 1992. La Fédération de Russie se déclare cessionnaire de l'ancienne fédération soviétique et obtient le siège de membre laissé vacant par cette dernière à la FIFA le 3 juillet 1992, sans avoir à formuler de demande d'affiliation (il en va de même pour l'affiliation à l'UEFA). Elle inscrit sa sélection pour la Coupe du monde de football 1994 et participe à la phase éliminatoire, au contraire des autres sélections nées de la CEI. Elle opte pour un maillot blanc ou bleu. Sur le terrain, la sélection russe prend le style de jeu de sa devancière soviétique, bien que cette dernière regroupait parfois plus de joueurs des autres républiques soviétiques que de joueurs russes.
Le premier match officiel de la sélection se tient à Moscou le 16 août 1992, contre le Mexique, et se conclut par une victoire 2-0 des Russes. Puis la sélection attaque les qualifications pour la Coupe du monde. Les performances de ses vedettes, Aleksandr Mostovoï et Valeri Karpine notamment, sont irrégulières. Deuxième de son groupe de qualification derrière la Grèce, l'équipe de Russie se qualifie cependant pour le Mondial.
À la Coupe du monde de football 1994, la Russie tombe dans le « groupe de la mort ». Dans ce groupe B, la Russie est opposée à la Suède, au Brésil et au Cameroun. Elle s’incline d'abord contre le Brésil, futur vainqueur (0-2), puis contre la Suède, qui va s'imposer comme l'équipe surprise du tournoi (1-3, but de Oleg Salenko). Lors du 3e match contre le Cameroun, ancienne surprise en 1990, les Russes l'emportent largement (6-1). Pendant ce match Salenko inscrit cinq buts, un record en Coupe du monde. Les Russes terminent à la 3e place du groupe et ne se qualifient pas pour la suite de la compétition, ne faisant pas partie des meilleures troisièmes. Salenko termine co-meilleur buteur de la compétition avec six buts. Ce sont les seuls buts qu'il marque de sa carrière en sélection. L'entraîneur Pavel Sadyrine est remercié après la compétition à la suite de cet échec.
Dirigée par Oleg Romantsev, la sélection parvient à se qualifier pour sa deuxième compétition internationale d'affilée avec le Championnat d'Europe 1996. Les Russes, qui l'emportent le 7 juin 1995 contre Saint-Marin (7-0), terminent premiers de leur groupe en éliminatoires, devant l'Écosse et la Grèce. La Russie a effectué un presque sans faute lors de ces qualifications (deux matchs nuls contre l'Écosse), ce qui la fait bondir à la 3e place du classement FIFA.

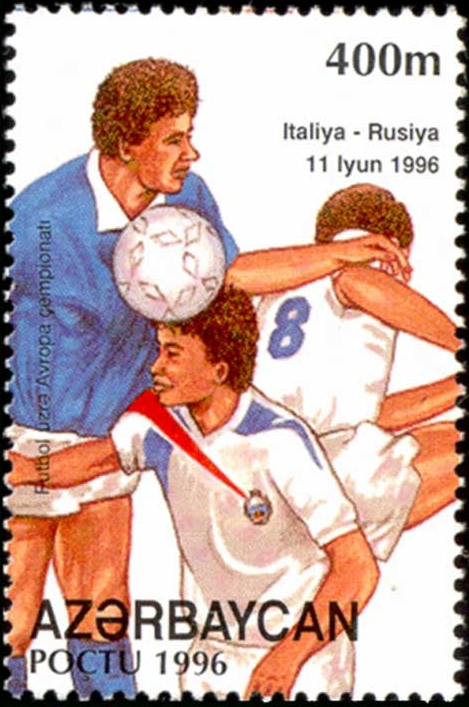
Timbre célébrant le match Italie-Russie de 1996.

À l’Euro, les Russes tombent à nouveau dans le « groupe de la mort », composé de l'Allemagne, finaliste du dernier Euro, de l'Italie, finaliste de la dernière Coupe du monde, et de la République tchèque, future finaliste de la compétition. Battus lors de leur entrée en lice par l'Italie (1-2, but de Ilya Tsymbalar), puis par le future vainqueur allemand (0-3), ils obtiennent de haute lutte le point du match nul face à la République tchèque (3-3, buts de Aleksandr Mostovoï, Omari Tetradze et Vladimir Beschastnykh), qui se qualifie pour les quarts de finale à la différence de buts.

### L’irrégularité russe (1996-2006)
Le sélectionneur Oleg Romantsev est limogé et remplacé par son adjoint Boris Ignatiev. En février 1997, la sélection remporte face à la Suisse la Lunar New Year Cup (en) à Hong Kong. Pour la Coupe du monde 1998, la Russie termine deuxième de son groupe de qualification, un point derrière la Bulgarie. La défaite à Sofia (0-1) le 10 septembre 1997 s'est révélée décisive. La Russie doit donc passer les barrages et affronter l'Italie. Tenue en échec à Moscou (1-1), par un temps glacial, la Russie s'incline au retour à Naples sur la plus petite des marges (0-1).
Ignatiev laisse sa place à Anatoli Bychovets pour les éliminatoires de l'Euro 2000. Dans le groupe 4, la Russie affronte l’Ukraine, qu'elle rencontre pour la première fois en match officiel, la France, championne du monde en titre, et l’Islande. Après six défaites en autant de matchs, dont trois en éliminatoires face à ses adversaires directs, Bychovets est écarté et Romantsev appelé à la rescousse. Les Russes réalisent une remontée impressionnante, gagnant six matchs à la suite en battant notamment la France à Paris sur le terrain où elle venait de soulever la Coupe du monde 1998 (3-2), au point d'atteindre la dernière journée en seconde position juste derrière l'Ukraine. Les Russes peuvent valider directement leur ticket pour l'Euro à condition de l'emporter à domicile contre l'Ukraine tandis qu'une non-victoire pourrait entraîner son élimination en troisième place si les Français s'imposent face à l'Islande au Stade de France. Dominateurs, ils finissent par ouvrir le score sur un coup franc de Valeri Karpine. Mais le coup de théâtre survient à quelques minutes de la fin. Andriy Chevtchenko permet à l'Ukraine d'égaliser sur coup franc d'un centre tir d'abord arrêté puis relâché dans ses propres buts par le gardien russe Aleksandr Filimonov . En conséquence, la Russie passe de la première à la troisième place. En effet, la France a inscrit le but de la victoire contre l'Islande en toute fin de match ce qui entraîne l'élimination rocambolesque de la Russie. Qualifiée directement à quelques minutes du coup de sifflet final, la Russie s'est soudainement retrouvée éliminée au profit de la France, qualifiée directement pour l'Euro 2000 qu'elle remportera, et de l’Ukraine, finalement écartée en barrage par la Slovénie dans le court laps de temps qu'il restait au match. À l'image du match France - Bulgarie de 1993 ou de la Tragédie de Doha, ce match retour entre la Russie et l'Ukraine, encore présent dans la mémoire des supporters, a laissé une ombre sur de nombreux matchs de qualification ultérieurs et reste aujourd'hui dans l'histoire comme l'un des plus grands échecs du football russe.
Romantsev poursuit son œuvre et parvient à qualifier sa sélection pour la Coupe du monde 2002, en devançant la Slovénie et la RF Yougoslavie notamment. Opposée au premier tour à la Belgique, au Japon, pays-hôte, et la Tunisie, les coéquipiers de Karpine et Mostovoï, dont c'est la dernière compétition, s'affichent en prétendant à la qualification. Elle l'emporte logiquement contre la Tunisie lors de son premier match (2-0, buts de Titov et de Valeri Karpine) mais s'incline ensuite contre des Japonais poussés par leur public (0-1), une défaite qui entraine des incidents en Russie. Le dernier match de poule face à la Belgique est décisif, un nul suffisant aux Russes pour se qualifier. Au bout d'un match spectaculaire et malgré les buts de Bestchastnykh et de Sytchev, les Belges l'emportent (3-2) et repoussent les Russes à la troisième place du groupe. Romantsev, en larmes, présente sa démission.
Lors des éliminatoires de l'Euro 2004, les Russes manquent de nouveau leurs débuts, poussant Valeri Gazzaev à la démission. Avec Georgi Yartsev sur le banc, ils terminent finalement 2es derrière la Suisse et doivent affronter en barrages le pays de Galles. Tenus en échec à Moscou, ils se qualifient en l'emportant à Cardiff sur un but de Vadim Ievseïev. Les Gallois porte réclamation à la suite du contrôle dopage positif de Yegor Titov mais l'UEFA puis le TAS rejettent la requête. Au premier tour du tournoi, la Russie s'incline contre l'Espagne (1-0) puis contre le Portugal, pays hôte (0-2). Éliminée après ses deux défaites, elle bat la Grèce, futur vainqueur de l'Euro (2-1). Le premier but inscrit par Dmitri Kiritchenko après une minute et cinq seconde est le plus rapide de l'Euro. Bulykine inscrit le doublé, mais la Russie termine quatrième du groupe derrière le Portugal, la Grèce et l'Espagne.
La Russie enregistre sa plus large défaite depuis 1992 lors des tours préliminaires à la Coupe du monde 2006, contre le Portugal (1-7). Elle termine quelques mois plus tard à égalité de points avec la Slovaquie mais avec une différence de buts défavorable, qui la prive d'un barrage de qualification.

### La révolution Hiddink (2006-2010)
Mécontents de la non-qualification à la Coupe du monde 2006, les dirigeants du football russe décident de s'offrir l'entraîneur néerlandais Guus Hiddink, enorgueilli de trois Coupes du monde réussies avec les Pays-Bas, la Corée du Sud et l'Australie. En éliminatoires de l'Euro 2008, la Russie affronte notamment la Croatie, l’Angleterre et Israël, trois adversaires coriaces. Alors que la Croatie s'est assurée de terminer en tête, la Russie et l'Angleterre sont au coude à coude. Lors de la dernière journée, la petite victoire des Russes face à Andorre (1-0, but de Sytchev) leur permet de devancer leurs rivaux anglais, battus à domicile à Wembley par la Croatie (3-2).
Rendue optimiste par le succès du Zénith Saint-Pétersbourg en Coupe UEFA, la sélection russe débute l'Euro 2008 par une lourde défaite face à l'Espagne (1-4), mais parvient à terminer à la deuxième place de son groupe en battant avec difficulté la Grèce (1-0), championne d'Europe en titre, puis en surclassant une Suède, qui n'avait pourtant besoin que d'un match nul pour se qualifier (2-0, buts de Pavlioutchenko et Archavine, de retour de suspension). Cette qualification pour les quarts de finale est une première pour la Russie dans un tournoi d'importance.
En quart de finale, elle crée la sensation, prenant de vitesse les Pays-Bas et les empêchant de développer le jeu qui leur avait permis de battre successivement les deux finalistes de la dernière Coupe du monde, à savoir l'Italie (3-0) et la France (4-1). Portés par un duo Pavlioutchenko-Archavine des grands soirs, les Russes l'emportent 3-1 en prolongation après un match maîtrisé de bout en bout. La Russie s'incline en demi-finale face à une Espagne imparable (3-0), qui remportera finalement le trophée.

La Russie pendant l'Euro 2008
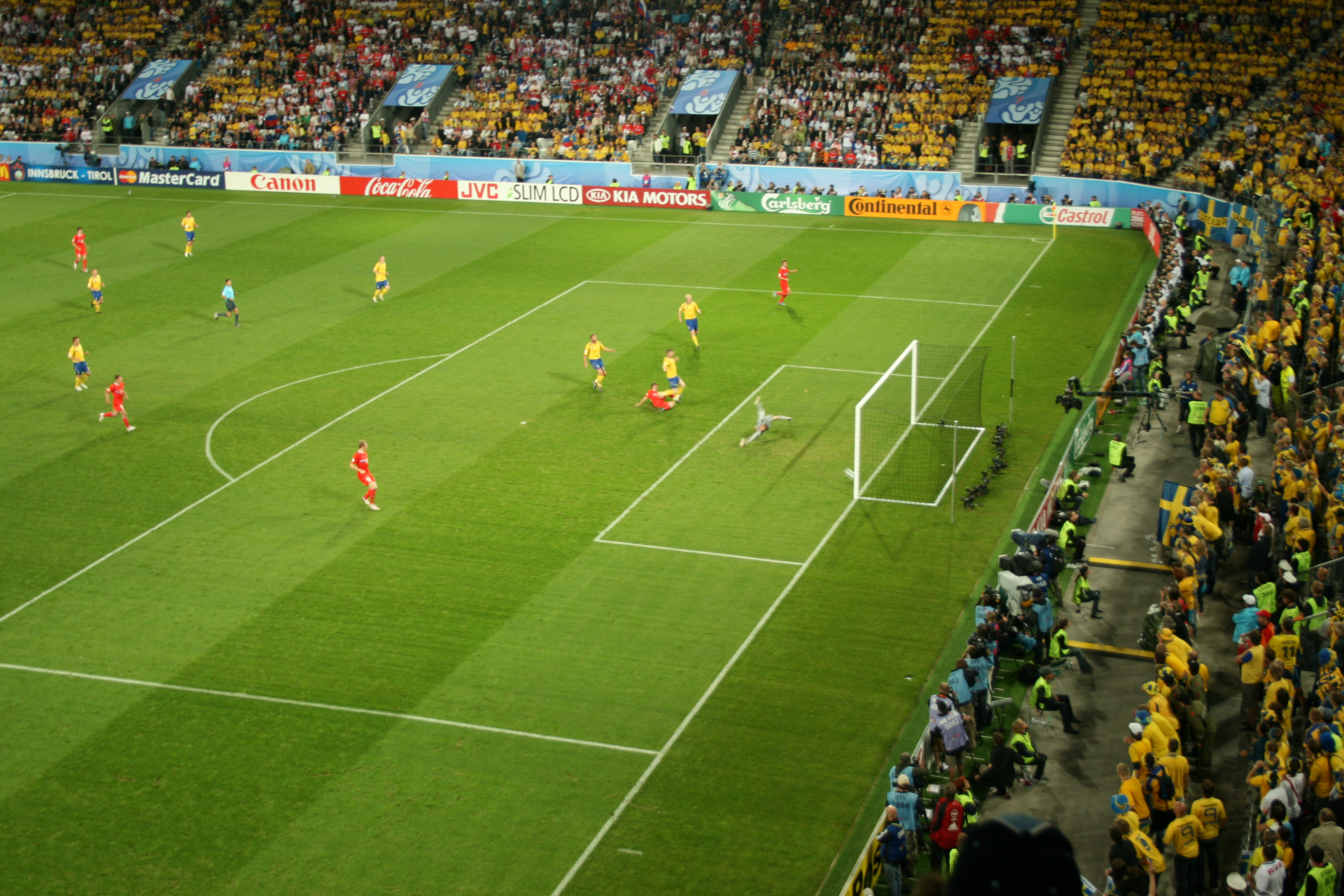
Archavin marque contre la Suède.
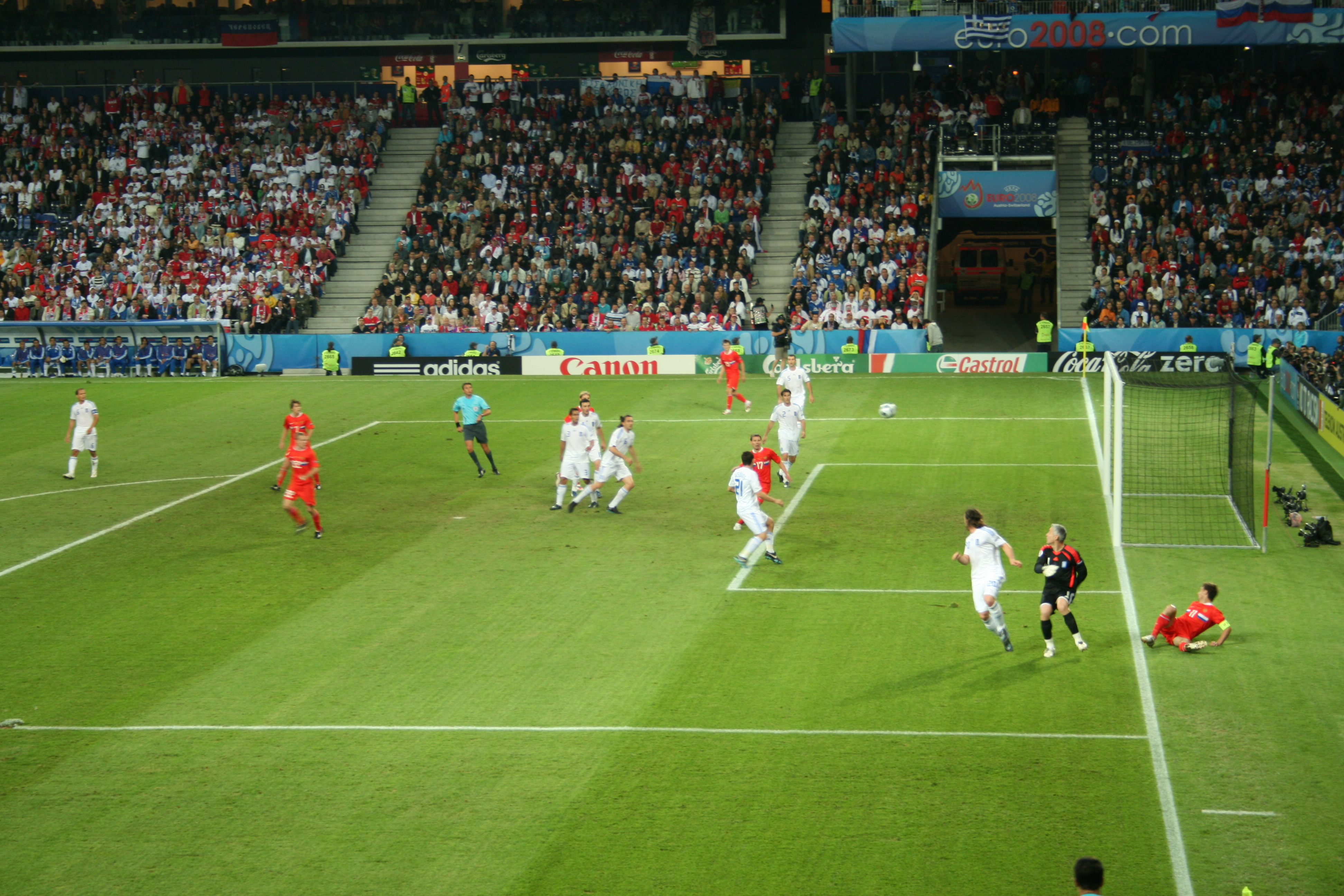
Zyryanov marque contre la Grèce.
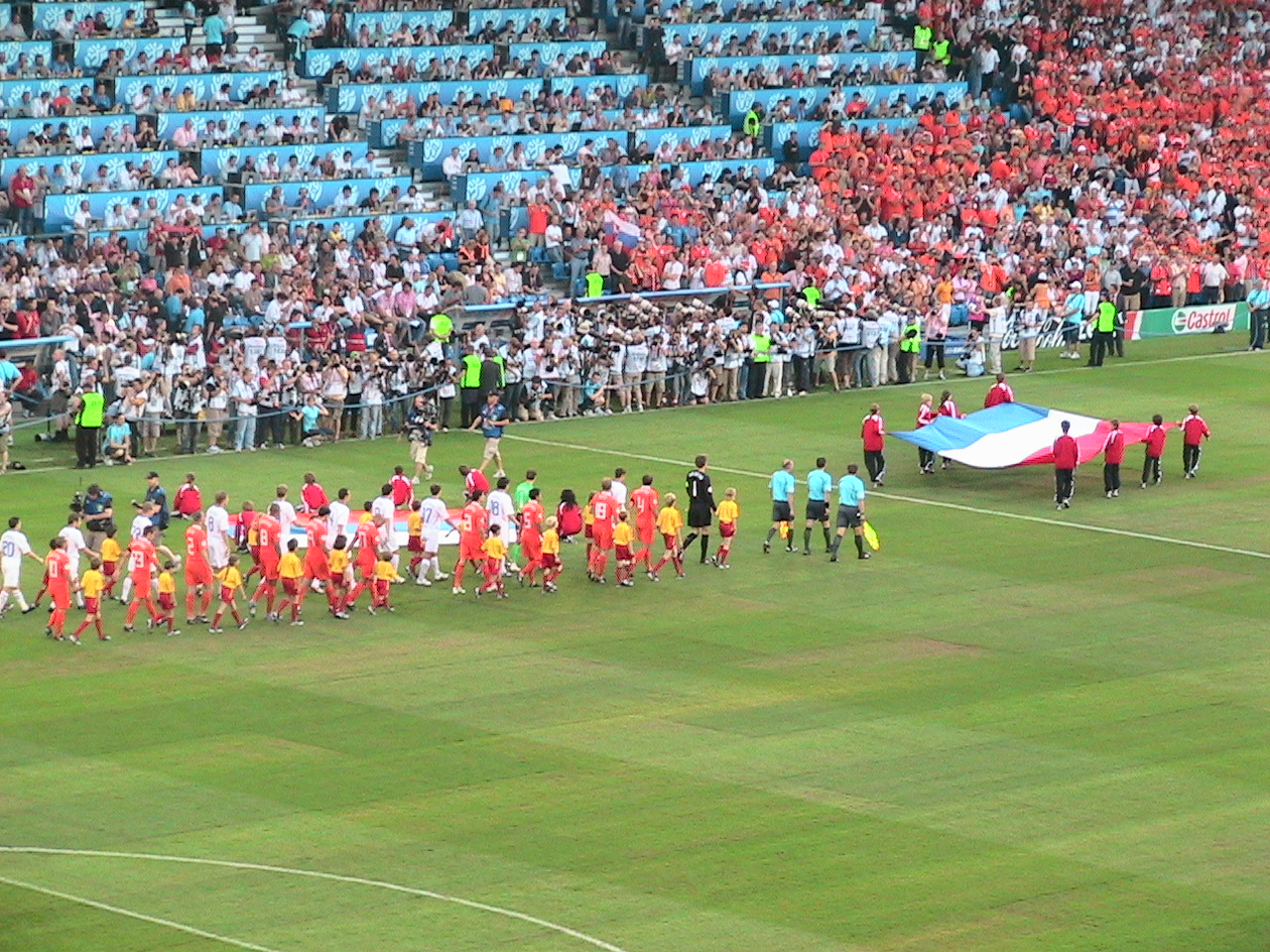
Quelques minutes avant l'affrontement des Pays-Bas.
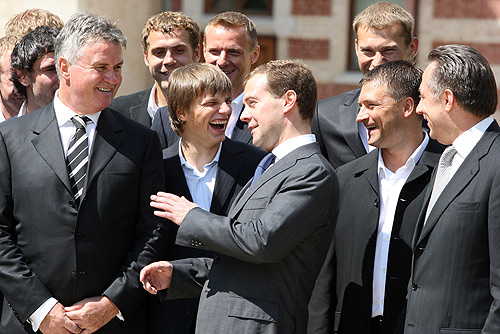
Le président Medvedev au centre, avec le sélectionneur Hiddink à gauche et l'équipe de 2008.

Durant cette compétition, la Russie a impressionné, surtout lors de ses victoires contre la Suède puis contre les Néerlandais, qui avaient pourtant réalisé de belles performances en groupe.
Pour les qualifications à la Coupe du monde de football 2010, la Russie affronte l'Allemagne, vice-championne d'Europe. Malgré une belle résistance, les Russes sont battus deux fois par un but d'écart et terminent au 2d rang. Le tirage au sort leur vaut d'affronter en match de barrage la Slovénie. À l'aller à Moscou, les Russes l'emportent mais encaissent en toute fin de match un but inquiétant (2-1). Au retour, la Slovénie ouvre le score avant la pause et conserve son avantage dans des conditions douteuses jusqu'au bout d'un match tendu (1-0), ce qui lui offre la qualification en vertu de la règle des buts marqués à l'extérieur. Elle est aidée en cela par la passivité de l'arbitrage envers de nombreuses fautes slovènes évidentes, y compris sur le but, et par les expulsions de deux joueurs russes, Kerjakov et Jirkov, inexistantes dans les deux cas. Une vive polémique éclate en Russie et la presse russe se déchaîne aussitôt sur l'arbitrage. Ce match retour est vécu comme une injustice profonde par les Russes ce qui les pousse à demander une disqualification de la Slovénie ce que la FIFA refuse.
C'est un coup d'arrêt dans la progression de la sélection russe. Malgré cet échec, Hiddink reste populaire et quitte la sélection avec les honneurs après un dernier match amical contre la Hongrie en mars 2010 (1-1).
Grosse consolation le 2 décembre 2010 parce que la Coupe du monde 2018 est attribuée à la Russie, qui sera qualifiée d'office pour cet évènement planétaire. Elle disputera alors la phase finale de la Coupe du monde pour la deuxième fois consécutive, une première depuis la chute de l'URSS. Cette attribution permettra aussi à la Russie de participer à sa première Coupe des confédérations en 2017. La Russie doit alors se fixer des objectifs à long terme en vue de ce Mondial dans huit ans.

### La désillusion Advocaat (2010-2012)

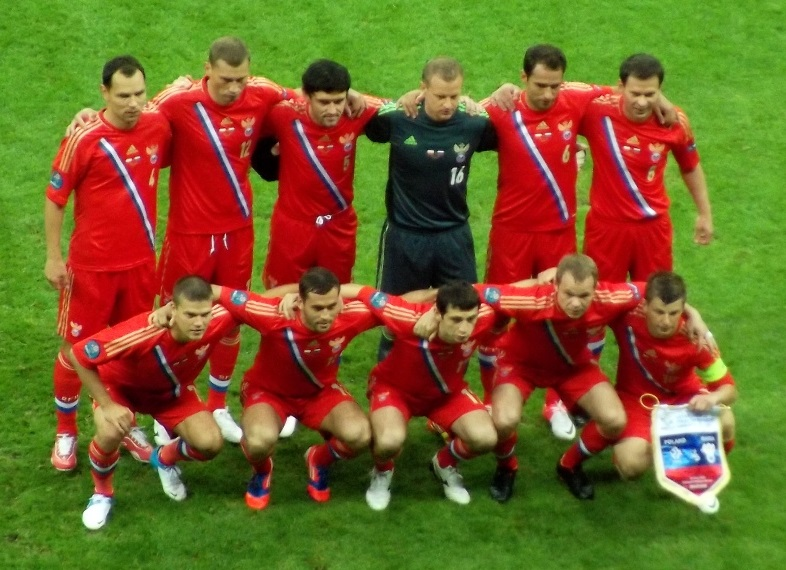
Équipe type de la Russie à l'Euro 2012

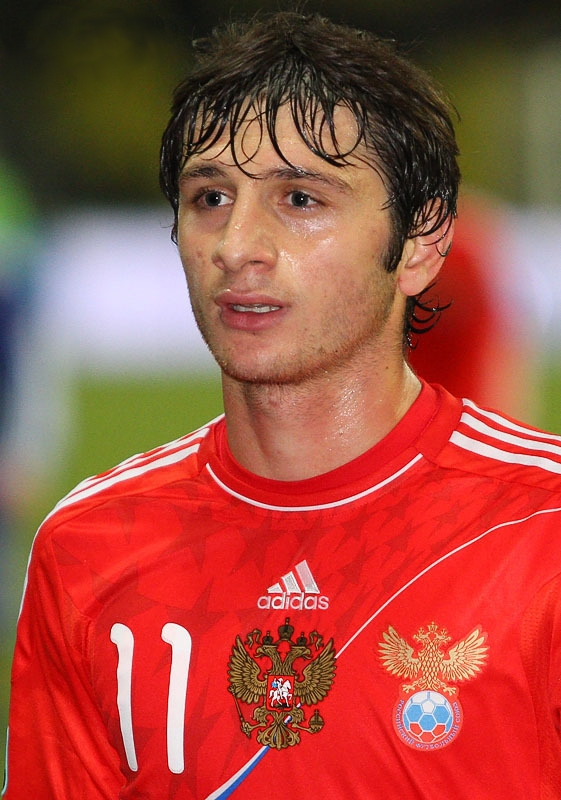
Dzagoev, révélation russe de l'Euro 2012.

À la suite du départ d'Hiddink, la fédération russe débauche Dick Advocaat, un entraîneur bien connu des Russes puisqu'il est celui qui a mené à la victoire le Zénith Saint-Pétersbourg en Coupe UEFA 2007-2008. Sélectionneur de la Belgique, il démissionne immédiatement pour obtenir la casquette de l'équipe russe. Ne cachant pas l'intérêt financier de l'opération, Advocaat est vertement critiqué en Belgique,, mais justifie son choix en disant que le défi sportif est plus intéressant en Russie.
Advocaat a pour premier objectif de qualifier la Russie pour l'Euro 2012. Ses débuts sont corrects mais assombris par une défaite face à la Slovaquie, puis une autre en amical à domicile contre une Belgique revancharde envers son ancien entraîneur (0-2). Après une deuxième défaite en amical contre l'Iran, la sélection russe enchaîne seize matchs sans être battue, en prenant notamment sa revanche sur la Slovaquie. Elle termine en tête de son groupe, deux points devant l'Irlande, et se qualifie directement pour l'Euro 2012, coorganisé en Pologne et en Ukraine.
La Russie y est versée dans le groupe A avec la Pologne, pays hôte, la Grèce et la République tchèque, ce qui est la poule la plus abordable de la compétition. En matchs de préparation, elle fait match nul contre l'Uruguay, 4e du dernier mondial (1-1) et surtout corrige l'Italie en développant un jeu offensif prometteur qui n'est pas sans rappeler l'équipe demi-finaliste de Guus Hiddink (3-0). Cette victoire de prestige vaut à la Russie d'attaquer la compétition en outsider.
Le premier match nettement remporté face aux Tchèques (4-1, dont un doublé du jeune Dzagoev) confirme cette impression, au point de poser les Russes en prétendant à la finale. Le 2e match face à la sélection hôte, qui se déroule dans un climat alourdi par des incidents entre supporteurs, débute sous les mêmes augures. Dominateurs, les Russes ouvrent le score par Dzagoev et semblent se diriger vers une qualification pour les quarts de finale. Mais les Polonais égalisent et, opiniâtres, conservent le point du match nul face à des Russes touchés psychologiquement. Les Russes n'ont cependant besoin que d'un point face à la Grèce, qu'ils ont battu lors des précédentes éditions de l'Euro en 2004 et 2008. Manquant cruellement d'efficacité face à la solide défense grecque, les Russes offrent à leur adversaire l'ouverture du score sur une erreur défensive et s'inclinent (0-1). En dépit d'une différence de but générale favorable, ils sont devancés par leur adversaire du soir en raison de la différence de but particulière, liée au résultat de la confrontation directe, et sont éliminés prématurément, ce qui est très mal vécu en Russie.
L'échec est retentissant. Avec ses trois buts marqués, Alan Dzagoev est co-meilleur buteur de la compétition et Archavine co-meilleur passeur mais cela n'est qu'une maigre consolation… Archavine, capitaine coupable d'avoir perdu la balle de l'égalisation polonaise, est violemment attaqué par les médias russes, ainsi qu'Advocaat, reparti entraîner le PSV Eindhoven. De plus, à la suite de nombreux incidents durant l'Euro provoqués par les supporteurs russes, l'équipe nationale est sanctionnée de six points en moins pour les prochains éliminatoires de l'Euro 2016 et la fédération russe de football d'une amende par l'UEFA. En appel, la Russie obtient la levée du retrait de points.

### L'altération Capello (2012-2015)
À la suite de l'échec cuisant de l'Euro 2012, la Sbornaya est en piteux état. En juillet, sa direction est confiée à l'Italien Fabio Capello, célèbre entraîneur du Milan AC, du Real Madrid et de la Juventus Turin, notamment. Il a pour objectif de qualifier sa sélection à la Coupe du monde 2014 tout en la préparant à celle de 2018, dont la Russie est l'organisateur. Capello renouvelle la sélection en faisant appel à de nouveaux joueurs comme Viktor Faïzouline et Vladimir Bystrov, tandis que les vedettes Archavine, Pavlioutchenko et Dzagoev sont temporairement écartées. Par ailleurs le gardien de but Malafeïev met un terme à sa carrière internationale pour raison familiale, laissant sa place au revenant Igor Akinfeïev.

Les joueurs convoqués par Fabio Capello
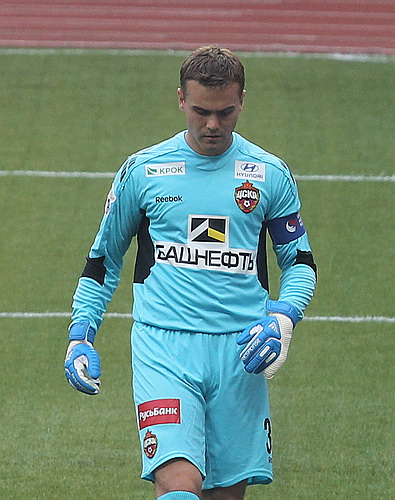
Akinfeev garde son but inviolé durant la première partie des éliminatoires. Cependant, il commet une erreur contre la Corée du Sud qui coûtera deux points à la Russie.
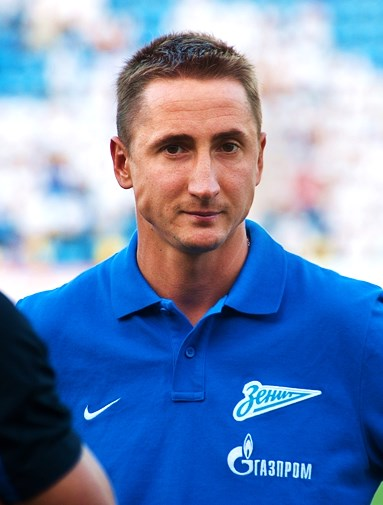
Bystrov joue un rôle clé dans la qualification russe. Il sera écarté pour la phase finale devenant réserviste.
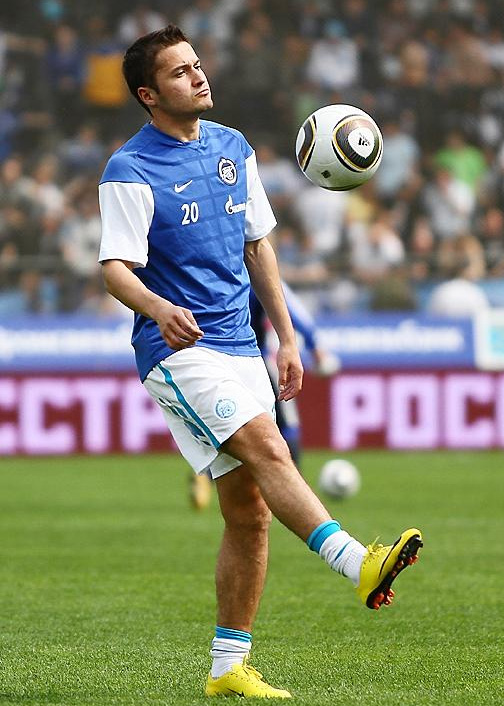
Fayzulin, du Zénith, fait de bons débuts en sélection.
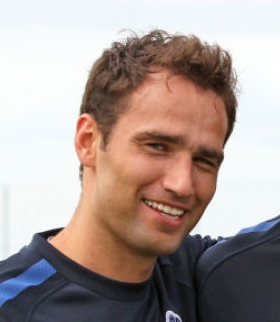
Chirokov, vestige de l'Euro 2012, fait partie de la colonne vertébrale de la sélection. Sa blessure en avril 2014 le privera de la Coupe du monde qui se finira en désastre.
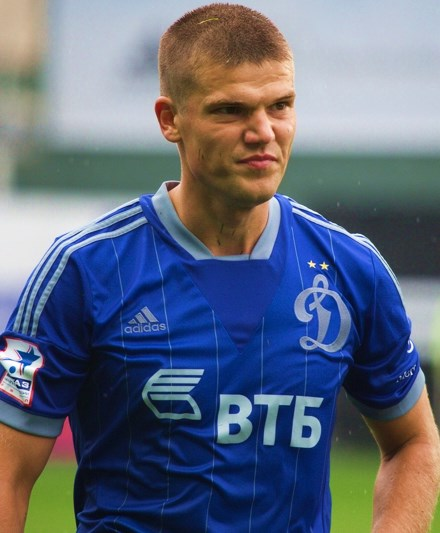
Denisov, autre ancien, forme avec Chirokov le duo offensif de la sélection.
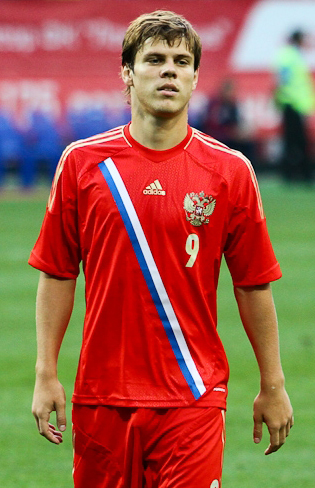
Kokorin est peu à peu devenu l'attaquant de pointe, remplaçant progressivement Kerjakov.
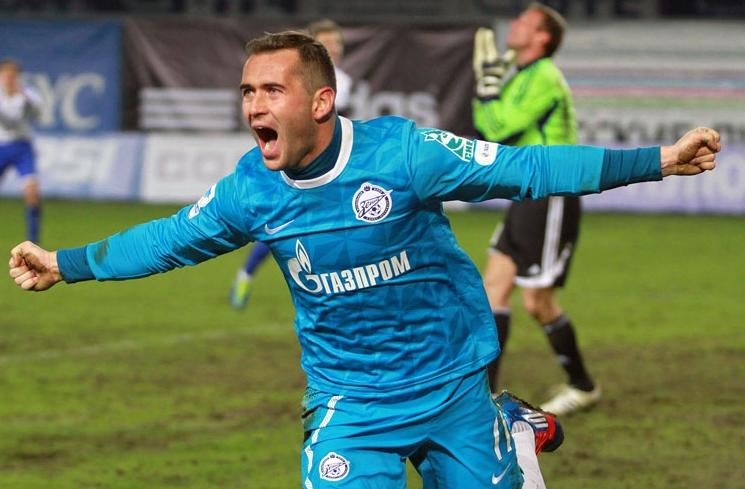
Le vétéran Kerjakov reste un buteur principal de la sélection mais il jouera la majorité de la Coupe du monde en remplaçant, ce qui ne l'empêchera pas de devenir co-meilleur buteur.

En éliminatoires, la Russie retrouve notamment le Portugal, qui l'avait sévèrement battue en 2006, et Israël. La fin d'année 2012, avec quatre victoires sans encaisser de but, redonne confiance à la sélection. Le net succès en Israël (4-0, doublé de Kerjakov) et la victoire solide face au Portugal à Moscou (1-0, but de Kerjakov encore) permettent aux Russes de prendre le large en tête du groupe.
Après un match nul amical frustrant face aux États-Unis (2-2) et un autre plus enthousiasmant face au Brésil (1-1), la Russie va subir sa première défaite des éliminatoires à Lisbonne, au terme d'un match enlevé. La sélection portugaise étant en position délicate, une victoire leur est nécessaire. Devant un public excité, les Portugais ouvrent le score après neuf minutes. La suite du match est marquée par des occasions pour les deux équipes, mais les Russes ne parviennent pas égaliser. En août, les Russes se déplacent en Irlande du Nord pour disputer un match en retard. Ils y connaissent leur première déception depuis l'arrivée de Capello : sans entrain, les Russes sont bousculés et finalement battus (0-1) par une équipe dont c'est la première victoire depuis deux ans. Trois victoires face au Luxembourg (4-1, doublé de Aleksandr Kokorin, puis 4-0) et d'Israël (3-1, buts de Bérézoutski, Kokorin et Glushakov) leur permet cependant de reprendre la première place aux Portugais, qui perdent par ailleurs de nouveaux points face aux Israéliens. Le déplacement en Azerbaïdjan, qui se termine sur un improbable match nul (1-1), permet aux Russes d'officialiser leur qualification directe pour la Coupe du monde sud-américaine, après douze ans d'absence.
Le tirage au sort du tournoi mondial est considéré clément pour la Sbornaya, qui rencontre au premier tour la Belgique, son bourreau de 2002, la Corée du Sud et l'Algérie, deux équipes jugées inférieures. L'objectif déclaré de Fabio Capello, dont le contrat a été prolongé jusqu'en 2018, est d'atteindre les quarts de finale.
Et pourtant, tout va se précipiter au mois d'avril : la blessure de Chirokov est un véritable coup dur pour la Sbornaya. À la surprise générale, Artiom Dziouba, meilleur buteur russe du championnat local, n'est pas retenu pour disputer le Mondial, un choix très controversé qui vaudra à Capello de nombreuses critiques. Les matchs de préparation en mai qui suivent ce forfait contre la Slovaquie (1-0), la Norvège (1-1) et le Maroc (2-0) révèlent les lacunes dans la construction offensive des hommes de Fabio Capello.
D'entrée, la Russie déçoit en concédant le nul face à la Corée du Sud, qu'elle avait pourtant battu en amical six mois auparavant, au terme d'un match soporifique pendant plus d'une heure et qui ne ressemblera réellement à un match de compétition qu'au bout de la dernière demi-heure (1-1). La Corée du Sud ouvre le score sur un tir lointain mal apprécié par Igor Akinfeïev. Aleksandr Kerjakov, entré en cours de jeu, égalise ce qui lui permet de devenir co-meilleur buteur de l'équipe russe post-URSS avec 26 buts. Les Russes offrent un meilleur visage contre la Belgique au Maracana, mais sont battus en fin de match par leur bête noire de longue date (0-1), que la Russie n'a plus battu en match de compétition depuis 28 ans. La Sbornaya conserve cependant des chances de qualification : une victoire contre l'Algérie combinée à une défaite de la Corée du Sud contre la Belgique l'enverrait en huitième de finale. Malgré l'ouverture au score rapide d'Aleksandr Kokorin, l'Algérie égalise en deuxième mi-temps ce qui élimine la Russie (1-1).
Avec aucune victoire, c'est la pire performance de l'équipe de Russie en phase de poule depuis 1996 et sa pire en Coupe du monde jamais effectuée. À quatre ans du Mondial 2018 à domicile, la Russie ne s'est pas rassurée et n'a pas su tirer les enseignements des désillusions de 2002 et de 2012. Au bout de deux ans, la Sbornaya se retrouve à son point de départ : celui d'une reconstruction après un échec sportif.
La Russie éliminée, Fabio Capello peut s'exprimer sur l'arbitrage et se déchaîne contre lui, une faute belge n'ayant pas été sifflée sur deux Russes dans l'action entraînant le but de la Belgique. Lors du but de l'Algérie, selon Fabio Capello, la faute sur coup-franc sifflée contre la Russie était une faute de l'Algérie ce qui veut dire que selon lui, elle aurait dû être sifflée pour la Russie. De même, Capello accuse les supporters algériens d'avoir aveuglé le gardien russe Igor Akinfeïev, qui se plaindra effectivement, au moyen d'un laser tout au long du match Algérie - Russie, notamment au moment du but égalisateur de l'Algérie.
Si la RFS s'est dite très satisfaite du travail de l'entraîneur Fabio Capello durant les éliminatoires, celui-ci est la cible de vives critiques de la part des supporters en Russie pour un jeu sur le terrain soporifique. Il est convoqué fin octobre par le parlement russe pour expliquer son échec. En parallèle, conséquence de la chute du rouble et des sanctions européennes, la RFS n'arrive plus à payer Fabio Capello et son staff. L'entraîneur italien a annoncé qu'il pourrait démissionner si le problème n'était pas réglé.
Le tirage au sort des éliminatoires de l'Euro 2016 donne un groupe relevé et homogène à la Russie avec la Suède, pour une revanche du troisième match de poule lors de l'épopée 2008, mais aussi l'Autriche, le Monténégro, la Moldavie et le Liechtenstein. Après le désastre du Mondial brésilien, Fabio Capello décide d'accorder sa confiance à Alan Dzagoev, qu'il avait écarté à plusieurs reprises par le passé, et surtout à Artiom Dziouba qu'il n'avait pas retenu pour la Coupe du monde 2014. Il intègre également à la sélection de jeunes joueurs prometteurs tels que Denis Cheryshev, formé au Real Madrid qui intègre l'équipe nationale après des blessures à répétition, ou Igor Smolnikov, arrière droit titulaire tourné vers l'offensif du Zénith Saint-Pétersbourg. La Russie doit relever la tête après la déroute de 2014 car, outre l'Euro 2016, elle doit aussi penser à préparer le Mondial 2018 qui lui a été confié en 2010.
Si trois bons matchs contre l'Azerbaïdjan en amical (4-0), le Liechtenstein (4-0) et la Suède à l'extérieur (1-1) laissent entrevoir des espoirs, le nul à domicile concédé à la Moldavie (1-1) et la défaite subie sur la pelouse de l'Autriche inquiètent (0-1). Avec une seule victoire (contre le Liechtenstein) en huit matchs officiels, la dynamique russe est désastreuse. Fabio Capello se retrouve sur la sellette. Une victoire accordée sur tapis vert lors du déplacement au Monténégro sauve brièvement la tête du sélectionneur (3-0), mais une nouvelle défaite en juin contre l'Autriche, cette fois-ci à domicile, entraîne le licenciement de Fabio Capello le 14 juillet 2015.

### Inquiétude avant le Mondial (2015-2018)
Arracher sa qualification pour l'Euro 2016 en France, si possible sans passer par les barrages, et éviter la descente aux enfers à l'approche d'une Coupe du Monde à domicile, tel sera le principal défi de la Russie.
Au contraire des préparations à la Coupe du Monde 2014, la Russie décide cette fois de préparer son Euro 2016 en rencontrant des nations de niveau égal voire supérieur nettement ou non au sien. Elle remporte une victoire convaincante face au Portugal (1-0) avant d'être battue à domicile par la Croatie (1-3) ce qui est la première défaite russe sous Sloutski. En mars 2016, après une victoire entre parenthèses contre la Lituanie (3-0), les Russes s'inclinent en France pour la première rencontre au Stade de France depuis les attentats du 13 novembre dans un match très spectaculaire (2-4) après avoir montré deux visages différents. C'est la première fois depuis une défaite contre l'Espagne à l'Euro 2008 que la Russie encaisse quatre buts dans un match international.
Lors des qualifications pour l'Euro 2016, la Russie est placée en compagnie de la Suède, de l'Autriche, du Monténégro, du Liechtenstein et de la Moldavie. Les éliminatoires commencent bien avec une victoire 4-0 sur le Liechtenstein et un match nul à l'extérieur contre la Suède. Mais la Sbornaya concède le nul à domicile face à la modeste équipe de Moldavie et voit la première place lui échappé au profit de l'Autriche. Les Russes subissent ensuite une défaite à Vienne et pointent désormais à la 3e place barragiste mais se reprennent en l'emportant sur tapis vert face au Monténégro à l'extérieur (0-3), à cause d'incidents répétés ayant interrompu le match, avant de chuter de nouveau à domicile encore une fois face à l'Autriche (0-1). Au moment où l'entraîneur Fabio Capello quitte la sélection, la Russie pointe à la troisième place de son groupe G avec quatre points de retard sur la Suède, deuxième, et huit points de retard sur l'Autriche. L'avenir de la Russie en vue du Mondial 2018 semblait peu encourageant. Le 7 août 2015 Leonid Sloutski est nommé sélectionneur national tout en continuant à entraîner le CSKA Moscou. Cette arrivée porte ses fruits puisque la Russie relève la tête en l'emportant face à son concurrent direct suédois (1-0) et retrouve la 2e place grâce à sa victoire sur le Liechtenstein (0-7), conjuguée à la défaite concomitante de la Suède face à l'Autriche. Artiom Dziouba se distingue notamment par un quadruplé lors de la large victoire au Liechtenstein. Deux nouvelles victoires face à la Moldavie (1-2) et au Monténégro (2-0) permettent à la Sbornaya de conserver sa 2e place directement qualificative à la fin de la 10e journée, à huit points de la première place occupée par l'Autriche. La Russie décroche ainsi sa qualification pour son quatrième Euro consécutif.
Lors de l'Euro 2016, la Russie est placée dans le groupe B en compagnie de l'Angleterre, de la Slovaquie et du pays de Galles et fait figure de favorite. La Sbornaya décroche d'abord un bon nul en fin de match face à l'Angleterre, l'autre favorite du groupe, mais concède une défaite inquiétante face à la Slovaquie d'Hamšík (1-2). À la 4e et dernière place avant l'ultime match des phases de poules face au pays de Galles, une victoire peut encore qualifier la Russie mais celle-ci sombre littéralement (3-0) et finit à la dernière place du groupe avec seulement un point pris sur neuf possibles. Avec des performances décevantes à l'Euro 2016, la Russie inquiète à 2 ans seulement de « sa » Coupe du monde.
Choisie pour accueillir la Coupe du monde de la FIFA 2018, ainsi que la Coupe des confédérations 2017, qui sert de répétition générale pour le Mondial, la Russie est qualifiée d'office pour ces deux tournois. Pour la Coupe des confédérations 2017, la Russie, tête de série, évite notamment l'Allemagne et figure dans un groupe composé du Portugal, du Mexique et de la Nouvelle-Zélande. Après une victoire en match d'ouverture face aux Néo-Zélandais, la Russie s'incline de justesse face au Portugal puis au Mexique, et est éliminée de la compétition dès le premier tour.
À l'approche de sa Coupe du monde, la Russie ne rassure toujours pas. Directement qualifiée, elle ne dispute que des matchs amicaux, notamment en raison de l'adhésion de Gibraltar à la FIFA. Les résultats restent inquiétants, et la Sbornaya n'a plus gagné depuis le 7 octobre 2017. Elle pointe à la 65e place du classement FIFA à l’aube du Mondial.

### Les bonnes performances (2018-2021)

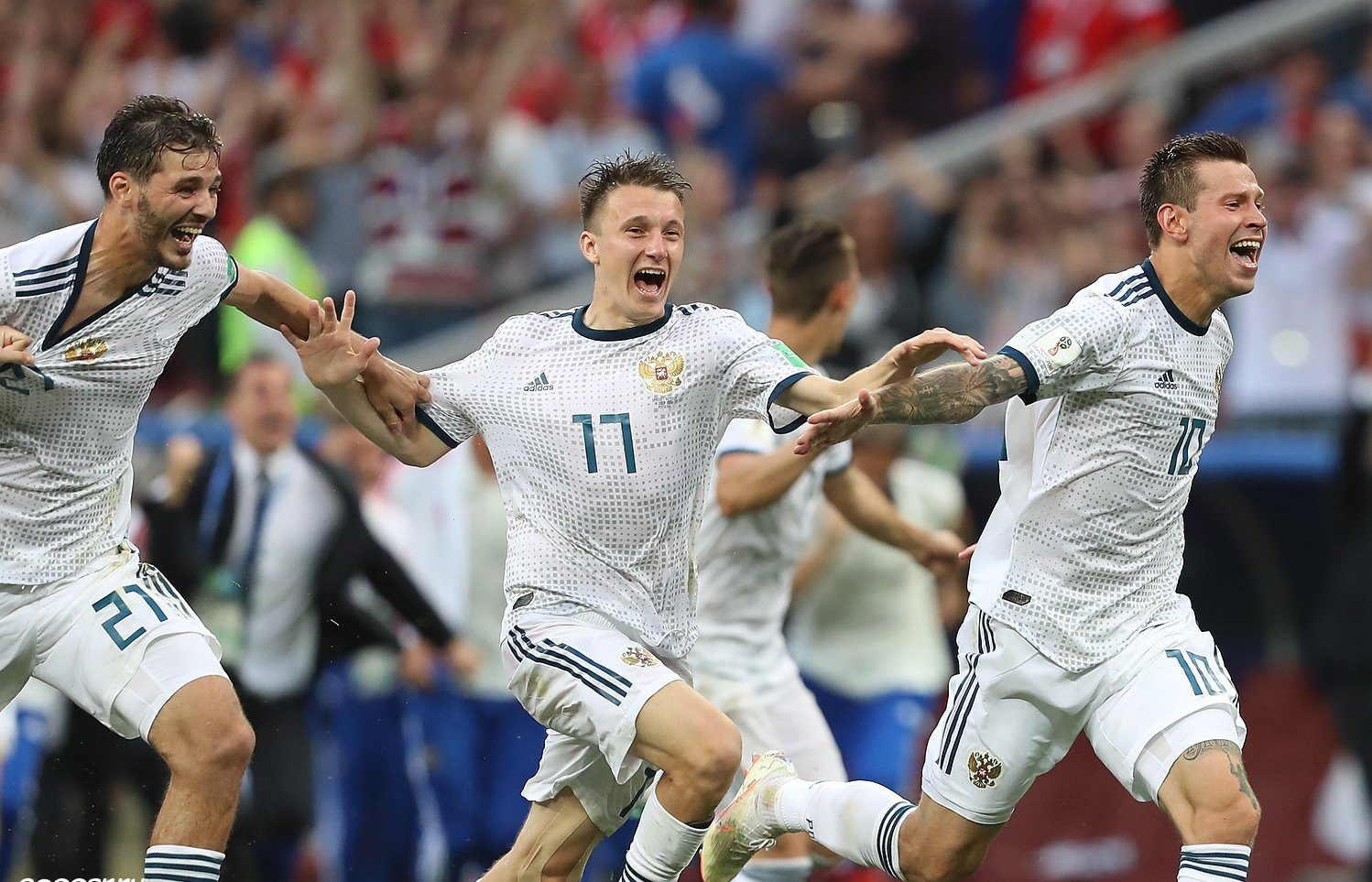
Les joueurs russes célébrant la victoire aux tirs au but contre l'Espagne.

Placée dans un groupe à sa portée avec l'Arabie saoudite, l'Égypte et l'Uruguay pour la Coupe du monde 2018, la Russie commence fort en s'imposant 5 à 0 face aux Saoudiens, signant le plus large succès en match d'ouverture depuis 1934. Elle assure ensuite sa qualification pour les huitièmes de finale avec une victoire 3 à 1 face à l'Égypte, mais perd face à l'Uruguay (3 à 0) lors du match pour la première place du groupe, après avoir été rapidement réduite à 10 à la suite d'un carton rouge en première mi-temps. En huitième de finale, la Russie affronte l'Espagne, l'un des favoris de la compétition, et crée l'exploit en se qualifiant aux tirs au but. Mais c’est également aux tirs au but que la Sbornaya est éliminée en quart de finale par la Croatie, future finaliste.
Après une belle Coupe du monde, en ayant réalisé sa meilleure performance post-soviétique, la Russie peut aborder avec confiance la toute première édition de Ligue des nations. Placée en Ligue B dans un groupe relevé avec la Suède (quart-de-finaliste du dernier mondial) et la Turquie, la Russie démarre fort en s'imposant à Istanbul 2 à 1, avant d'être accrochée à domicile face aux Suédois (0-0). La Russie s'impose ensuite 2-0 face aux Turcs et devance alors de quatre points la Turquie et de six points la Suède, qui compte compte un match en moins. Elle peut assurer sa promotion en Ligue A avant le dernier match face aux Suédois si ces derniers ne gagnent pas à Istanbul. La défaite de la Turquie à domicile permet une « finale » pour la première place à Solna où la Sbornaya est en ballotage favorable, un nul pouvant la qualifier mais la Suède l'emporte 2 à 0 et finit à la première place du groupe. Les Russes ne verront donc pas la Ligue A mais assurent leur maintien.
La Russie est placée dans le groupe I des éliminatoires avec la Belgique comme principal adversaire. Après avoir perdu son premier match en Belgique (1-3), la Sbornaïa enchaîne six victoires consécutives contre les autres équipes, et assure sa qualification à l'Euro dès la 7e journée, en ayant onze points d'avance sur Chypre. La Sbornaïa se trouve dans le groupe B en compagnie de la Belgique qu'elle retrouve à nouveau, le Danemark et la Finlande et aura l'avantage de disputer deux de ses trois rencontres à domicile, Copenhague et Saint-Pétersbourg étant les villes hôtes de cette poule. Enfin, les Russes terminent 2e du groupe 3 de Ligue B en Ligue des nations 2020-2021 derrière la Hongrie avec un bilan équilibré de 2 victoires, 2 nuls et 2 revers. Ils sont devancés de peu par les Magyars à cause d'une lourde défaite rédhibitoire en Serbie (0-5) lors de la dernière journée, cependant ils assurent leur maintien en Ligue B à défaut d'être promus en Ligue A.

### Euro 2020: une déception (2021)

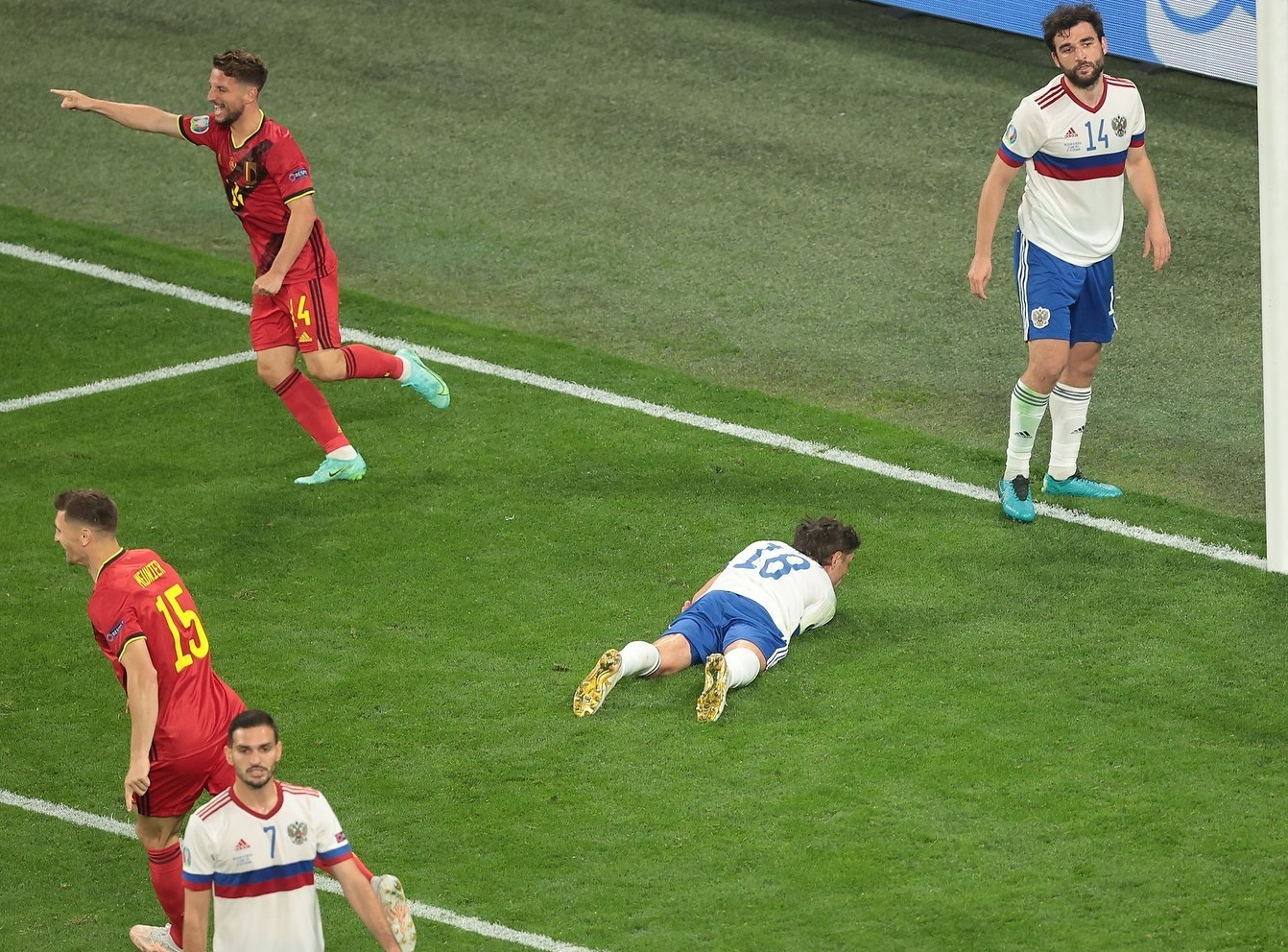
Défaite des russes face aux belges.

Durant l'Euro 2020, la Russie termine dernière de son groupe avec seulement 3 points et une seule victoire, deux buts inscrits pour sept buts encaissés. Les lourdes défaites face à la Belgique (3-0) et au Danemark (4-1) ont scellé le sort de l’équipe nationale russe, éliminée dès le premier tour du Championnat d’Europe pour la troisième fois consécutive. Après cet Euro décevant, le sélectionneur Stanislav Tchertchessov est limogé le 8 juillet 2021.

### Depuis 2022: suspension de toute compétition internationale
Lors des éliminatoires de la Coupe du monde 2022, la lutte entre la Russie et la Croatie, vice-championne en 2018, pour la première place du groupe H directement qualificative est serrée. Les deux équipes se rencontrent en Croatie le 14 novembre 2021 lors du match décisif de la dernière journée. Les Russes, qui peuvent se contenter du point du nul pour remporter le groupe, défendent bien et résistent aux tentatives croates avant de craquer en fin de match en inscrivant un but contre leur camp. La Russie doit alors passer par les barrages en mars 2022.
À la suite de la guerre russo-ukrainienne, plusieurs nations, dont l'Albanie, l'Angleterre, l'Écosse, le pays de Galles et les adversaires de la Russie en barrages de qualification pour la Coupe du monde 2022, la Pologne, la Suède et la Tchéquie, ont déclaré qu'elles refuseraient de jouer contre la Russie,,. Le 27 février, la FIFA a d'abord annoncé l'interdiction de toute compétition internationale en Russie, tout match « à domicile » devant être joué en territoire neutre à huis clos, et a ordonné que la Russie participe aux compétitions sous le nom d'Union russe de football et sans être autorisée à arborer le drapeau russe ou à jouer l'hymne national russe. Cette décision faisait suite à une décision prise par l'UEFA deux jours auparavant, qui privait Saint-Pétersbourg de l'organisation de la finale de la Ligue des champions 2022, qui devait se tenir au stade Krestovsky, et qui interdisait à la Russie d'accueillir tout match placé sous l'égide de l'UEFA.
La décision a été sévèrement critiquée comme étant inadéquate, et le lendemain, la FIFA et l'UEFA ont annoncé la suspension de toute compétition des sélections nationales de Russie ainsi que des clubs russes, conformément à une recommandation du Comité international olympique,. La Fédération russe fait appel sans succès des mesures prises par la FIFA et l'UEFA auprès du Tribunal arbitral du sport, qui a confirmé les sanctions.
La Russie, qui devait affronter la Pologne en demi-finale de sa voie de barrages à la fin du mois de mars, est disqualifiée et par conséquent éliminée de la Coupe du monde 2022.
Depuis 2022, la Russie dispute des matchs amicaux essentiellement face à des équipes asiatiques, affrontant notamment le Kirghizistan, l’Ouzbékistan, le Tadjikistan, l’Iran, l’Irak, le Qatar, le Vietnam, la Syrie ou encore le Brunei. Ce pivot vers l’Asie suscite des critiques : certains estiment que l’AFC n’offre pas la même compétitivité ni les mêmes opportunités économiques que l’Europe. En décembre 2023, la Fédération russe de football, qui avait un temps envisagé de rejoindre l’AFC, renonce temporairement à demander son transfert, en raison de la suspension toujours en vigueur par la FIFA. En 2024, la Russie remporte plusieurs matchs amicaux en Asie, dont une victoire record 11-0 contre le Brunei. Le 20 novembre 2024, elle est officiellement exclue des qualifications pour la Coupe du monde 2026, ce qui relance les débats sur son avenir au sein de l’UEFA.

## Parcours

### Coupe du monde
| Année | Position            |      | Année              | Position |                 | Année | Position |
| 1930  | Non inscrite ()     | 1970 | Quart de finale () | 2002     | 1er tour        |       |          |
| 1934  | Non inscrite ()     | 1974 | Forfait ()         | 2006     | Non qualifiée   |       |          |
| 1938  | Non inscrite ()     | 1978 | Non qualifiée ()   | 2010     | Non qualifiée   |       |          |
| 1950  | Non inscrite ()     | 1982 | 2e tour ()         | 2014     | 1er tour        |       |          |
| 1954  | Non inscrite ()     | 1986 | 8e de finale ()    | 2018     | Quart de finale |       |          |
| 1958  | Quart de finale ()  | 1990 | 1er tour ()        | 2022     | Disqualifiée    |       |          |
| 1962  | Quart de finale ()  | 1994 | 1er tour           | 2026     | Exclue          |       |          |
| 1966  | Demi-finale (4e) () | 1998 | Non qualifiée      | 2030     | À venir         |       |          |

| Année     | Résultat                          | Class.                            | J                                 | G                                 | N                                 | P                                 | bp                                | bc                                |
| --------- | --------------------------------- | --------------------------------- | --------------------------------- | --------------------------------- | --------------------------------- | --------------------------------- | --------------------------------- | --------------------------------- |
| 1930-1990 | Voir l'article : Union soviétique | Voir l'article : Union soviétique | Voir l'article : Union soviétique | Voir l'article : Union soviétique | Voir l'article : Union soviétique | Voir l'article : Union soviétique | Voir l'article : Union soviétique | Voir l'article : Union soviétique |
| 1994      | 1er tour (12e de finale)          | 18e                               | 3                                 | 1                                 | 0                                 | 2                                 | 7                                 | 6                                 |
| 1998      | Non qualifiée                     | Non qualifiée                     | Non qualifiée                     | Non qualifiée                     | Non qualifiée                     | Non qualifiée                     | Non qualifiée                     | Non qualifiée                     |
| 2002      | 1er tour (16e de finale)          | 22e                               | 3                                 | 1                                 | 0                                 | 2                                 | 4                                 | 4                                 |
| 2006      | Non qualifiée                     | Non qualifiée                     | Non qualifiée                     | Non qualifiée                     | Non qualifiée                     | Non qualifiée                     | Non qualifiée                     | Non qualifiée                     |
| 2010      | Non qualifiée                     | Non qualifiée                     | Non qualifiée                     | Non qualifiée                     | Non qualifiée                     | Non qualifiée                     | Non qualifiée                     | Non qualifiée                     |
| 2014      | 1er tour (16e de finale)          | 24e                               | 3                                 | 0                                 | 2                                 | 1                                 | 2                                 | 3                                 |
| 2018      | Quart de finale                   | 8e                                | 5                                 | 2                                 | 2                                 | 1                                 | 11                                | 7                                 |
| 2022      | Disqualifiée                      | Disqualifiée                      | Disqualifiée                      | Disqualifiée                      | Disqualifiée                      | Disqualifiée                      | Disqualifiée                      | Disqualifiée                      |
| 2026      | Exclue                            | Exclue                            | Exclue                            | Exclue                            | Exclue                            | Exclue                            | Exclue                            | Exclue                            |
| Total     | 4/7                               | 4/7                               | 14                                | 4                                 | 4                                 | 6                                 | 24                                | 20                                |

### Championnat d'Europe
| Année | Position            |      | Année         | Position |          | Année | Position |
| 1960  | Vainqueur ()        | 1988 | Finaliste ()  | 2016     | 1er tour |       |          |
| 1964  | Finaliste ()        | 1992 | 1er tour ()   | 2020     | 1er tour |       |          |
| 1968  | Demi-finale (4e) () | 1996 | 1er tour      | 2024     | Exclue   |       |          |
| 1972  | Finaliste ()        | 2000 | Non qualifiée | 2028     | À venir  |       |          |
| 1976  | Quart de finale ()  | 2004 | 1er tour      | 2032     | À venir  |       |          |
| 1980  | Non qualifiée ()    | 2008 | Demi-finale   |          |          |       |          |
| 1984  | Non qualifiée ()    | 2012 | 1er tour      |          |          |       |          |

| Année     | Résultat                                    | Class.                                      | J                                           | G                                           | N                                           | P                                           | bp                                          | bc                                          |
| --------- | ------------------------------------------- | ------------------------------------------- | ------------------------------------------- | ------------------------------------------- | ------------------------------------------- | ------------------------------------------- | ------------------------------------------- | ------------------------------------------- |
| 1960-1992 | Voir les articles : Union soviétique et CEI | Voir les articles : Union soviétique et CEI | Voir les articles : Union soviétique et CEI | Voir les articles : Union soviétique et CEI | Voir les articles : Union soviétique et CEI | Voir les articles : Union soviétique et CEI | Voir les articles : Union soviétique et CEI | Voir les articles : Union soviétique et CEI |
| 1996      | 1er tour (8e de finale)                     | 14e                                         | 3                                           | 0                                           | 1                                           | 2                                           | 4                                           | 8                                           |
| 2000      | Non qualifiée                               | Non qualifiée                               | Non qualifiée                               | Non qualifiée                               | Non qualifiée                               | Non qualifiée                               | Non qualifiée                               | Non qualifiée                               |
| 2004      | 1er tour (8e de finale)                     | 10e                                         | 3                                           | 1                                           | 0                                           | 2                                           | 2                                           | 4                                           |
| 2008      | Demi-finale                                 |                                             | 5                                           | 3                                           | 0                                           | 2                                           | 7                                           | 8                                           |
| 2012      | 1er tour (8e de finale)                     | 9e                                          | 3                                           | 1                                           | 1                                           | 1                                           | 5                                           | 3                                           |
| 2016      | 1er tour (12e de finale)                    | 23e                                         | 3                                           | 0                                           | 1                                           | 2                                           | 2                                           | 6                                           |
| 2020      | 1er tour (12e de finale)                    | 19e                                         | 3                                           | 1                                           | 0                                           | 2                                           | 2                                           | 7                                           |
| 2024      | Exclue                                      | Exclue                                      | Exclue                                      | Exclue                                      | Exclue                                      | Exclue                                      | Exclue                                      | Exclue                                      |
| 2028      | À venir                                     | À venir                                     | À venir                                     | À venir                                     | À venir                                     | À venir                                     | À venir                                     | À venir                                     |
| 2032      | À venir                                     | À venir                                     | À venir                                     | À venir                                     | À venir                                     | À venir                                     | À venir                                     | À venir                                     |
| Total     | 6/7                                         | 6/7                                         | 20                                          | 6                                           | 3                                           | 11                                          | 22                                          | 36                                          |

### Coupe des confédérations
| Année | Résultat      | Class.        | J             | G             | N             | P             | bp            | bc            |
| ----- | ------------- | ------------- | ------------- | ------------- | ------------- | ------------- | ------------- | ------------- |
| 1992  | Non qualifiée | Non qualifiée | Non qualifiée | Non qualifiée | Non qualifiée | Non qualifiée | Non qualifiée | Non qualifiée |
| 1995  | Non qualifiée | Non qualifiée | Non qualifiée | Non qualifiée | Non qualifiée | Non qualifiée | Non qualifiée | Non qualifiée |
| 1997  | Non qualifiée | Non qualifiée | Non qualifiée | Non qualifiée | Non qualifiée | Non qualifiée | Non qualifiée | Non qualifiée |
| 1999  | Non qualifiée | Non qualifiée | Non qualifiée | Non qualifiée | Non qualifiée | Non qualifiée | Non qualifiée | Non qualifiée |
| 2001  | Non qualifiée | Non qualifiée | Non qualifiée | Non qualifiée | Non qualifiée | Non qualifiée | Non qualifiée | Non qualifiée |
| 2003  | Non qualifiée | Non qualifiée | Non qualifiée | Non qualifiée | Non qualifiée | Non qualifiée | Non qualifiée | Non qualifiée |
| 2005  | Non qualifiée | Non qualifiée | Non qualifiée | Non qualifiée | Non qualifiée | Non qualifiée | Non qualifiée | Non qualifiée |
| 2009  | Non qualifiée | Non qualifiée | Non qualifiée | Non qualifiée | Non qualifiée | Non qualifiée | Non qualifiée | Non qualifiée |
| 2013  | Non qualifiée | Non qualifiée | Non qualifiée | Non qualifiée | Non qualifiée | Non qualifiée | Non qualifiée | Non qualifiée |
| 2017  | 1er tour      | 1er tour      | 3             | 1             | 0             | 2             | 3             | 3             |
| Total | 1/10          | 1/10          | 3             | 1             | 0             | 2             | 3             | 3             |

### Ligue des nations
| Édition   | Ligue  | Phase de groupes | Phase de groupes | Phase de groupes | Phase de groupes | Phase de groupes | Phase de groupes | Phase de groupes | Phase finale | Phase finale | Phase finale | Phase finale | Phase finale | Phase finale | Phase finale | Phase finale |
| Édition   | Ligue  | Class.           | M                | V                | N                | D                | bp               | bc               | Pays hôte    | Résultat     | M            | V            | N            | D            | bp           | bc           |
| --------- | ------ | ---------------- | ---------------- | ---------------- | ---------------- | ---------------- | ---------------- | ---------------- | ------------ | ------------ | ------------ | ------------ | ------------ | ------------ | ------------ | ------------ |
| 2018-2019 | B      | 2/3              | 4                | 2                | 1                | 1                | 4                | 3                | 2019         | Inéligible   | Inéligible   | Inéligible   | Inéligible   | Inéligible   | Inéligible   | Inéligible   |
| 2020-2021 | B      | 2/4              | 6                | 2                | 2                | 2                | 9                | 12               | 2021         | Inéligible   | Inéligible   | Inéligible   | Inéligible   | Inéligible   | Inéligible   | Inéligible   |
| 2022-2023 | B      | 4/4              | Exclue           | Exclue           | Exclue           | Exclue           | Exclue           | Exclue           | 2023         | Inéligible   | Inéligible   | Inéligible   | Inéligible   | Inéligible   | Inéligible   | Inéligible   |
| 2024-2025 | Exclue | Exclue           | Exclue           | Exclue           | Exclue           | Exclue           | Exclue           | Exclue           | 2025         | Inéligible   | Inéligible   | Inéligible   | Inéligible   | Inéligible   | Inéligible   | Inéligible   |
| Total     | Total  | Total            | 10               | 4                | 3                | 3                | 13               | 15               | Total        | Total        | 0            | 0            | 0            | 0            | 0            | 0            |

### Classement FIFA
| Année              | 1993 | 1994 | 1995 | 1996 | 1997 | 1998 | 1999 | 2000 | 2001 | 2002 | 2003 | 2004 | 2005 | 2006 | 2007 | 2008 | 2009 | 2010 | 2011 | 2012 | 2013 | 2014 | 2015 | 2016 | 2017 | 2018 | 2019 | 2020 | 2021 | 2022 | 2023 | 2024 |
| ------------------ | ---- | ---- | ---- | ---- | ---- | ---- | ---- | ---- | ---- | ---- | ---- | ---- | ---- | ---- | ---- | ---- | ---- | ---- | ---- | ---- | ---- | ---- | ---- | ---- | ---- | ---- | ---- | ---- | ---- | ---- | ---- | ---- |
| Classement mondial | 14   | 13   | 5    | 7    | 12   | 40   | 18   | 21   | 21   | 23   | 24   | 32   | 34   | 22   | 23   | 9    | 12   | 13   | 12   | 9    | 22   | 31   | 24   | 56   | 64   | 48   | 38   | 39   | 34   | 37   | 38   | 34   |

## Couleurs
Le premier équipementier de la Fédération russe fraîchement constituée en 1992 à la suite de la dissolution de l'URSS, Reebok, conçoit un équipement aux couleurs du drapeau de la Russie : maillot blanc, short bleu et bas rouges. En 1997, le nouveau fournisseur Nike innove en réduisant les couleurs au blanc, pour l'équipement domicile, et au bleu, pour l'extérieur. Le rouge fait son apparition comme couleur maillot à partir de 2006, sur le maillot extérieur et n'est pas sans rappeler le fameux maillot de feu l'URSS. C'est notamment le cas lors de l'Euro 2008, qui marque l'arrivée de la sélection russe au plus haut niveau européen. Après le bref passage au marron et or en 2009-2010 marquant un nouveau changement d'équipementier (adidas), le rouge devient la couleur principale de la sélection à partir de 2011.
| 1992 | CM 1994 | Euro 1996 | CM 2002 | 2008 Dom. | 2008 Ext. | 2009-2010 | Euro 2012 |

## Infrastructures

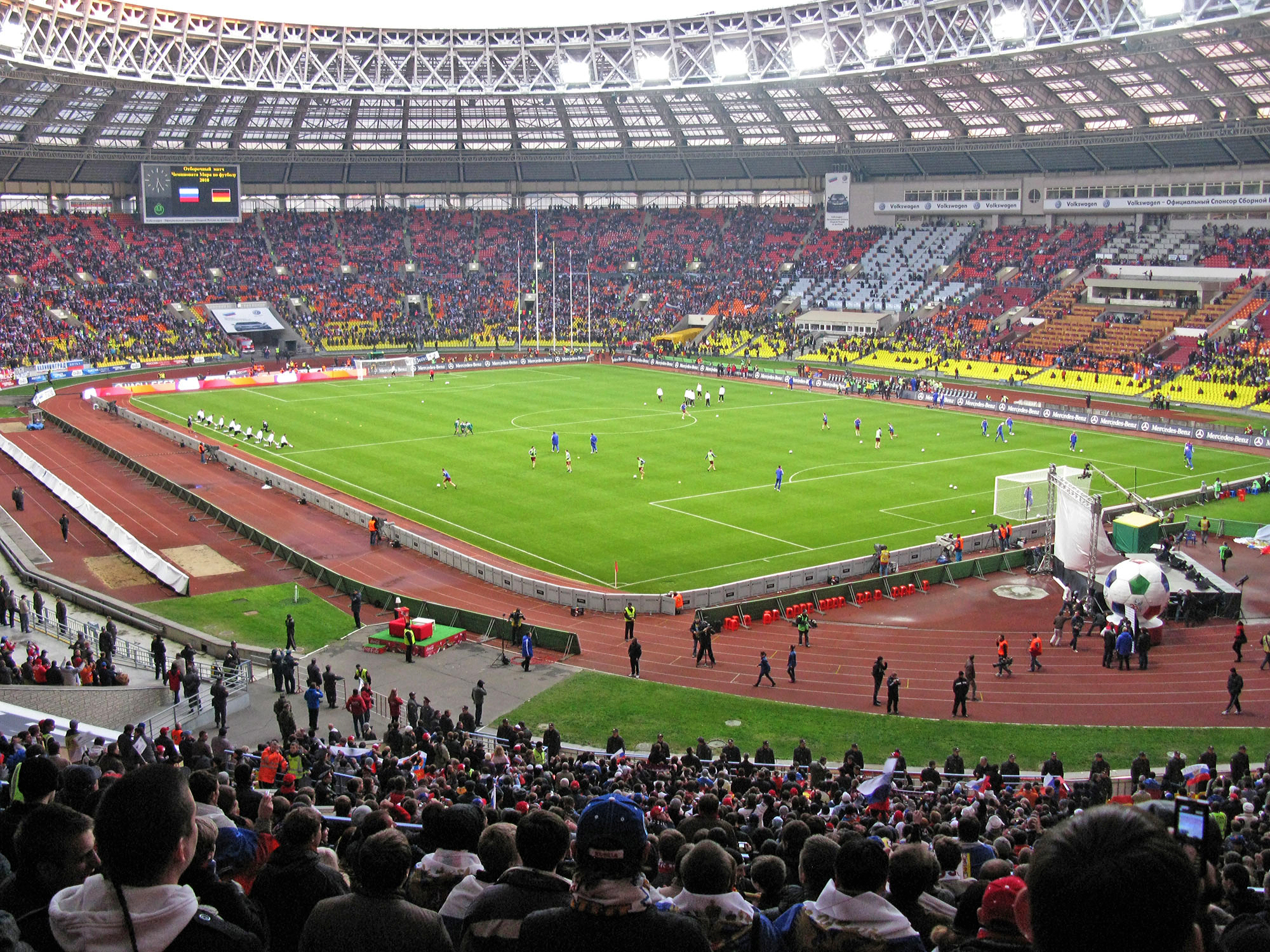
Match de la sélection russe au stade Loujniki.

La sélection a pour résidence le stade national : le stade Loujniki, le plus grand du pays (environ 78 000 places), situé à Moscou. Inauguré par la sélection d'Union soviétique en 1956 en tant que « stade central Lénine », il est le stade principal des Jeux olympiques d'été de 1980, ce qui lui vaut d'être aussi connu comme le « stade olympique de Moscou ». Plusieurs fois rénové, il est aujourd'hui le stade de résidence du Spartak et du CSKA Moscou, qui le partagent avec la sélection.
La sélection utilise cependant parfois d'autres enceintes, comme le Stade Lokomotiv, également situé dans la capitale russe, ou le Stade Petrovski de Saint-Pétersbourg.

## Personnalités

### Sélectionneurs
Les huit premiers sélectionneurs de la Russie, de 1992 à 2006, sont russes. Parmi ces derniers, le plus notable est Oleg Romantsev, entraîneur emblématique du Spartak Moscou qui dirige la sélection pendant soixante matchs, dont l'Euro 1996 et la Coupe du monde 2002, épreuves à la suite desquelles il quitte le poste.
Depuis 2006, la fédération a choisi successivement trois sélectionneurs étrangers, parmi les plus réputés d'Europe : les Néerlandais Guus Hiddink et Dick Advocaat, puis l'Italien Fabio Capello. Hiddink marque l'histoire du football russe en menant la Sorbaya en demi-finale de l'Euro 2008 grâce à un football offensif qui fait la joie des observateurs. Capello, nommé en 2012, revient à un jeu plus réaliste et moins flamboyant, avec lequel il emmène la sélection à la Coupe du monde 2014, la première depuis douze ans pour les Russes.
| Sélectionneur           | Période                  | M   | V   | N  | D  | V. %  |
| ----------------------- | ------------------------ | --- | --- | -- | -- | ----- |
| Pavel Sadyrine          | août 1992-juin 1994      | 23  | 12  | 6  | 5  | 52,2  |
| Oleg Romantsev          | août 1994-juin 1996      | 25  | 17  | 4  | 4  | 68    |
| Boris Ignatiev          | août 1996-mai 1998       | 20  | 8   | 8  | 4  | 40    |
| Anatoli Bychovets       | août 1998-novembre 1998  | 6   | 0   | 0  | 6  | 0     |
| Oleg Romantsev          | mars 1999-juin 2002      | 35  | 19  | 10 | 6  | 54,3  |
| Valeri Gazzaev          | août 2002-août 2003      | 9   | 4   | 2  | 3  | 44,44 |
| Gueorgui Iartsev        | septembre 2003-mars 2005 | 19  | 8   | 6  | 5  | 42,1  |
| Iouri Siomine           | juin 2005-octobre 2005   | 7   | 3   | 4  | 0  | 42,9  |
| Aleksandr Borodiouk     | mars 2006-juin 2006      | 2   | 0   | 1  | 1  | 0     |
| Guus Hiddink            | août 2006-mars 2010      | 39  | 22  | 7  | 10 | 56,4  |
| Dick Advocaat           | août 2010-juin 2012      | 24  | 12  | 8  | 4  | 50    |
| Fabio Capello           | août 2012-juin 2015      | 33  | 17  | 11 | 5  | 51,5  |
| Leonid Sloutski         | septembre 2015-juin 2016 | 13  | 6   | 2  | 5  | 46,2  |
| Stanislav Tchertchessov | août 2016-juillet 2021   | 57  | 25  | 11 | 21 | 43,9  |
| Valeri Karpine          | juillet 2021-            | 25  | 17  | 7  | 1  | 68    |
| Total                   | Total                    | 334 | 169 | 86 | 79 | 50,59 |

Portraits de sélectionneurs de la Russie
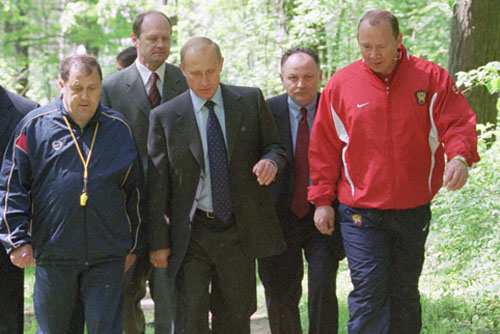
Oleg Romantsev, à droite, et le président Vladimir Poutine, en 2002.
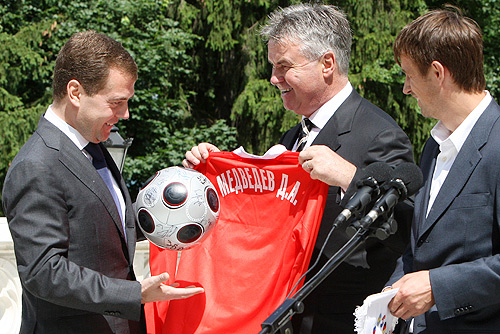
Guus Hiddink, au centre, et le président Dmitri Medvedev, en 2008.
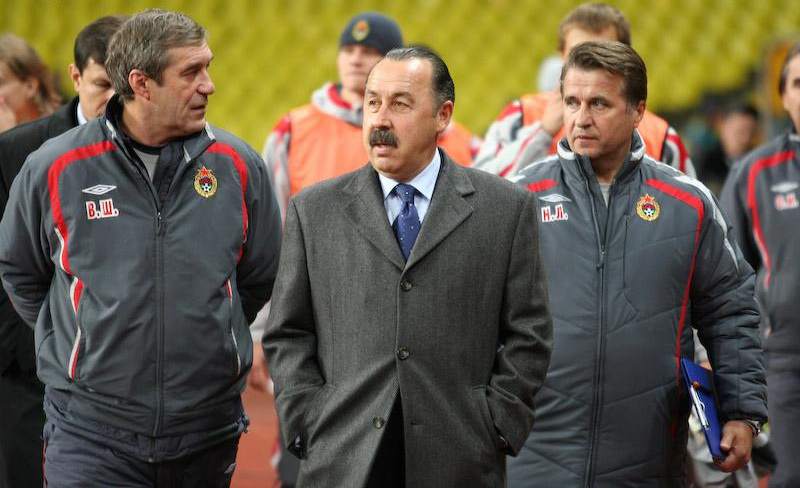
Valeri Gazzaev, ici en 2007.
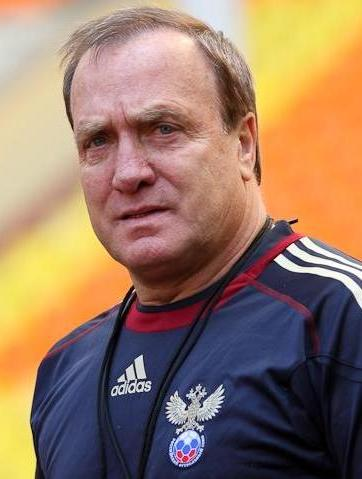
Dick Advocaat (2010-2012).
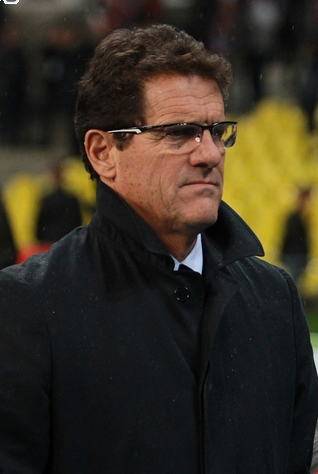
Fabio Capello (2012-2015).
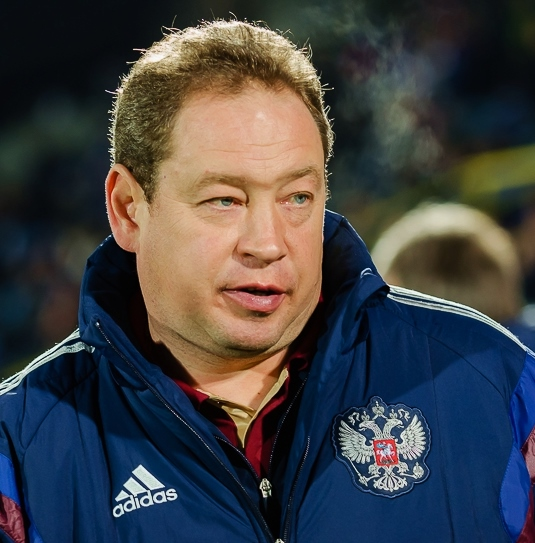
Leonid Sloutski (2015-2016).
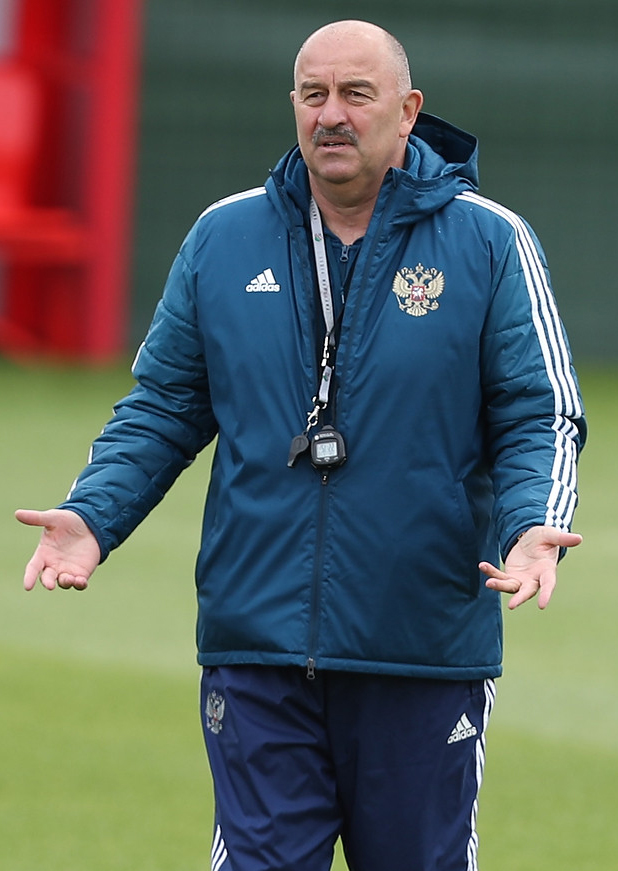
Stanislav Tchertchessov (2016-2021)
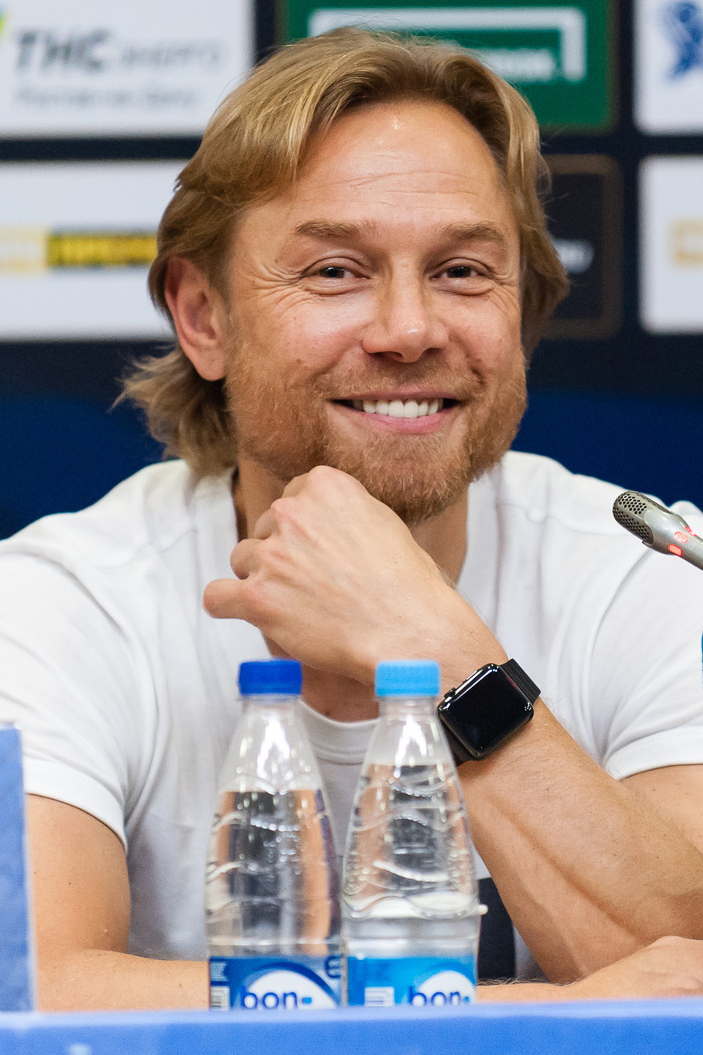
Valeri Karpine (depuis 2021)

### Staff technique
Voici les membres du staff technique à la date du 02/08/2025.
| Poste                   | Nom                   | Pays         |
| ----------------------- | --------------------- | ------------ |
| Entraîneur              | Valeri Karpine        | Russie       |
| Assistant               | Viktor Onopko         | Russie       |
| Assistant               | Nikolaï Pissarev      | Russie       |
| Assistant               | Yuriy Nykyforov       | Russie       |
| Analyste                | Jonatan Alba Cabello  | Espagne      |
| Analyste                | David Delgado Murillo | Espagne      |
| Entraîneur des gardiens | Vitaliy Kafanov       | Turkménistan |
| Préparateur physique    | Luís Casais Martínez  | Espagne      |
| Entraîneur des espoirs  | Ivan Chabarov         | Russie       |
| Entraîneur des U19      | Denis Pervouchine     | Russie       |
| Entraîneur des U18      | Andreï Aksionov       | Russie       |
| Entraîneur des U17      | Stanislav Korotaïev   | Russie       |
| Entraîneur des U16      | Vladimir Voltchek     | Russie       |
| Entraîneur des U15      | Valentin Gavva        | Russie       |
| Entraîneur des U14      | Denis Pervouchine     | Russie       |

### Joueurs emblématiques

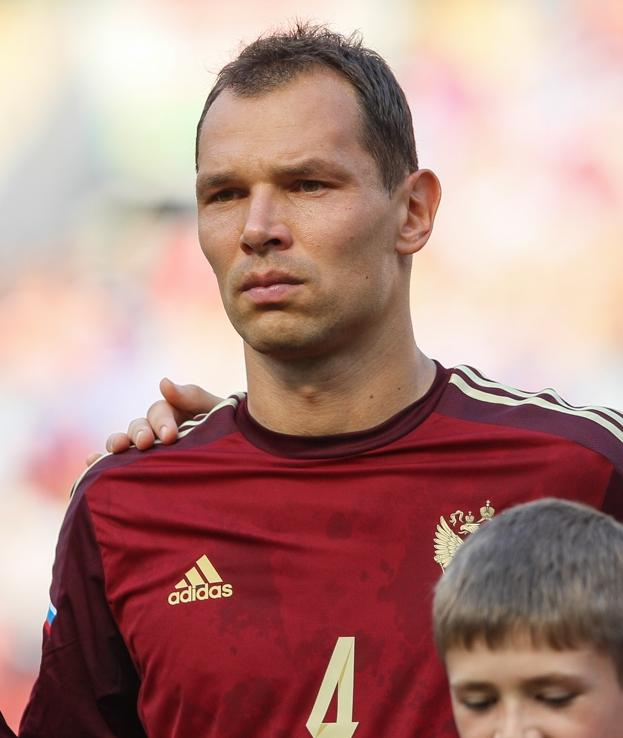
Sergueï Ignachevitch est le joueur le plus capé de la sélection avec 127 apparitions entre 2002 et 2018.

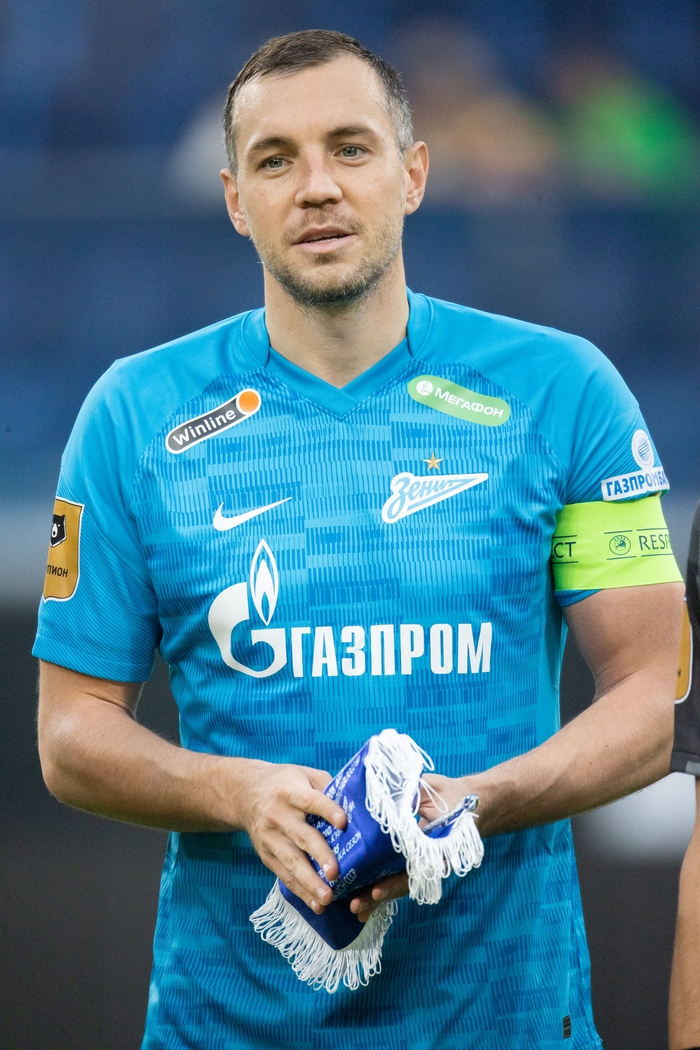
Artiom Dziouba est le meilleur buteur de la sélection avec 31 buts marqués entre 2011 et 2025.

Le site Internet de la FIFA, qui ne fait pas de distinction entre les entités d'URSS et de Russie, identifie en 2014 comme des « stars du passé » trois joueurs de l'époque soviétique : Lev Yachine, Eduard Streltsov et l'Ukrainien Oleg Blokhine. Yachine est nommé dans la FIFA World Cup Dream Team, l'équipe de rêve des Coupes du monde publiée par la FIFA en 2002, et meilleur joueur russe des cinquante dernières années en 2004. Autre joueur soviétique honoré en tant que russe : Rinat Dasaev, au sein de la liste FIFA 100 en 2004. Depuis 1992, aucun Russe n'est apparu sur les podiums du Ballon d'or ni parmi les UEFA Club Football Awards. Andreï Archavine enregistre en cela la meilleure performance russe au Ballon d'or en atteignant la sixième place du classement en 2008.
Au sein de la première génération ayant mené la sélection russe à la Coupe du monde 1994 et à l'Euro 1996, les joueurs majeurs sont le défenseur et capitaine Viktor Onopko, les milieux de terrain Valeri Karpine et Aleksandr Mostovoï, ou encore l'attaquant Vladimir Bestchastnykh, qui est resté le meilleur buteur de l'histoire de la sélection jusqu'en 2014 et son dépassement par Aleksandr Kerjakov.
Pendant la deuxième période d'embellie, sous les mandats de Guus Hiddink et Dick Advocaat, les hommes forts de la sélection sont le meneur de jeu Andreï Archavine, l'une des vedettes de l'Euro 2008, le gardien de but Igor Akinfeïev, le latéral Iouri Jirkov, le milieu récupérateur Sergueï Semak, l'attaquant Roman Pavlioutchenko. L'Euro 2012 voit quant à elle Alan Dzagoev terminer co-meilleur buteur de la compétition avec trois buts marqués.
| #  | Joueur                 | Sél. | Buts | Période   |
| -- | ---------------------- | ---- | ---- | --------- |
| 1  | Sergueï Ignachevitch   | 127  | 8    | 2002-2018 |
| 2  | Igor Akinfeïev         | 111  | 0    | 2004-2018 |
| 3  | Viktor Onopko          | 109  | 7    | 1992-2004 |
| 4  | Vassili Bérézoutski    | 101  | 5    | 2003-2016 |
| 4  | Iouri Jirkov           | 101  | 2    | 2005-     |
| 6  | Aleksandr Kerjakov     | 91   | 30   | 2002-2016 |
| 7  | Aleksandr Anioukov     | 77   | 1    | 2004-2013 |
| 8  | Andreï Archavine       | 75   | 17   | 2002-2012 |
| 9  | Valeri Karpine         | 72   | 17   | 1992-2003 |
| 10 | Vladimir Bestchastnykh | 71   | 26   | 1992-2003 |

| #  | Joueur                 | Buts | Sél. | Période   |
| -- | ---------------------- | ---- | ---- | --------- |
| 1  | Artiom Dziouba         | 31   | 56   | 2011-     |
| 2  | Aleksandr Kerjakov     | 30   | 90   | 2002-2016 |
| 3  | Vladimir Bestchastnykh | 26   | 71   | 1992-2003 |
| 4  | Roman Pavlioutchenko   | 21   | 51   | 2003-2012 |
| 5  | Valeri Karpine         | 17   | 72   | 1992-2003 |
| 5  | Andreï Archavine       | 17   | 75   | 2002-2012 |
| 7  | Dmitri Sytchev         | 15   | 47   | 2002-2010 |
| 8  | Fyodor Smolov          | 14   | 39   | 2012-     |
| 9  | Roman Chirokov         | 13   | 57   | 2008-2016 |
| 10 | Denis Cheryshev        | 12   | 30   | 2012-     |